# Brunssum
Brunssum (uitspraakⓘ) (Limburgs: Broenssem) is een stad en gemeente in het zuidoosten van Nederlands Limburg. De gemeente telt 27.770 inwoners (22 november 2024, bron: CBS), heeft een oppervlakte van 17,30 km² en ligt op gemiddeld 90 meter hoogte. Brunssum ligt in de Oostelijke Mijnstreek en maakt deel uit van het bestuurlijke samenwerkingsverband Parkstad Limburg.

## Geografie

### Geologie
De bovenste geologische laag bestaat uit tertiaire en kwartaire sedimenten (kiezel, zand en leem), deels afgezet door de oude lopen van de Rijn en Maas en deels van periglaciale en eolische processen.
Tussen het zand, grind en klei bevindt zich in de sedimentlagen veel bruinkool, die in de 20e eeuw gefaseerd afgegraven is. Hiernaast treft men diverse soorten zand en klei aan die voor het fabriceren van bakstenen wordt gebruikt. Reeds in de prehistorie gebruikte de bandkeramische cultuur dit materiaal om kruiken en potten te fabriceren. De naam van de Brunssumse schouwburg D'r Brikke Oave (de steenoven) herinnert aan deze geschiedenis.
Onder de losse sedimentlagen bevinden zich in noordelijke richting in steeds grotere diepte, kalk- en mergellagen uit het Krijt die aansluiten op steenlagen uit het Carboon. Deze lagen bevatten steenkool van soms wel twee meter dik. De belangrijkste lagen bestaan voornamelijk uit het gasrijke vetkool en liggen op zo’n 100 tot 900 meter diepte. Bruinkool daarentegen bevindt zich in de Tertiaire laag en daarmee net onder het aardoppervlak. Dit geldt ook voor de zilverzandafzetting.
Van het zuidoosten naar het noordwesten van Brunssum loopt een belangrijke geologische breuk, de Feldbiss. Deze breuk is tektonisch actief en was een hindernis in de periode van de steenkoolmijnbouw. Ten westen van deze breuk zit bruinkool en zilverzand van miocene ouderdom. Ten oosten van de breuk liggen de grinden van de Kiezeloöliet Formatie van pliocene ouderdom, noordelijk overgaand in kleien met bruinkool. In oude classificaties werden de vroegste pliocene lagen het Brunssumien genoemd, men noemt ze het Laagpakket van Brunssum.
De Feldbissbreuk deelt Brunssum in twee delen, met het noordoostelijke deel gelegen in het Bekken van de Roode Beek en het zuidwestelijke deel op het Plateau van Doenrade.

### Natuur en landschap

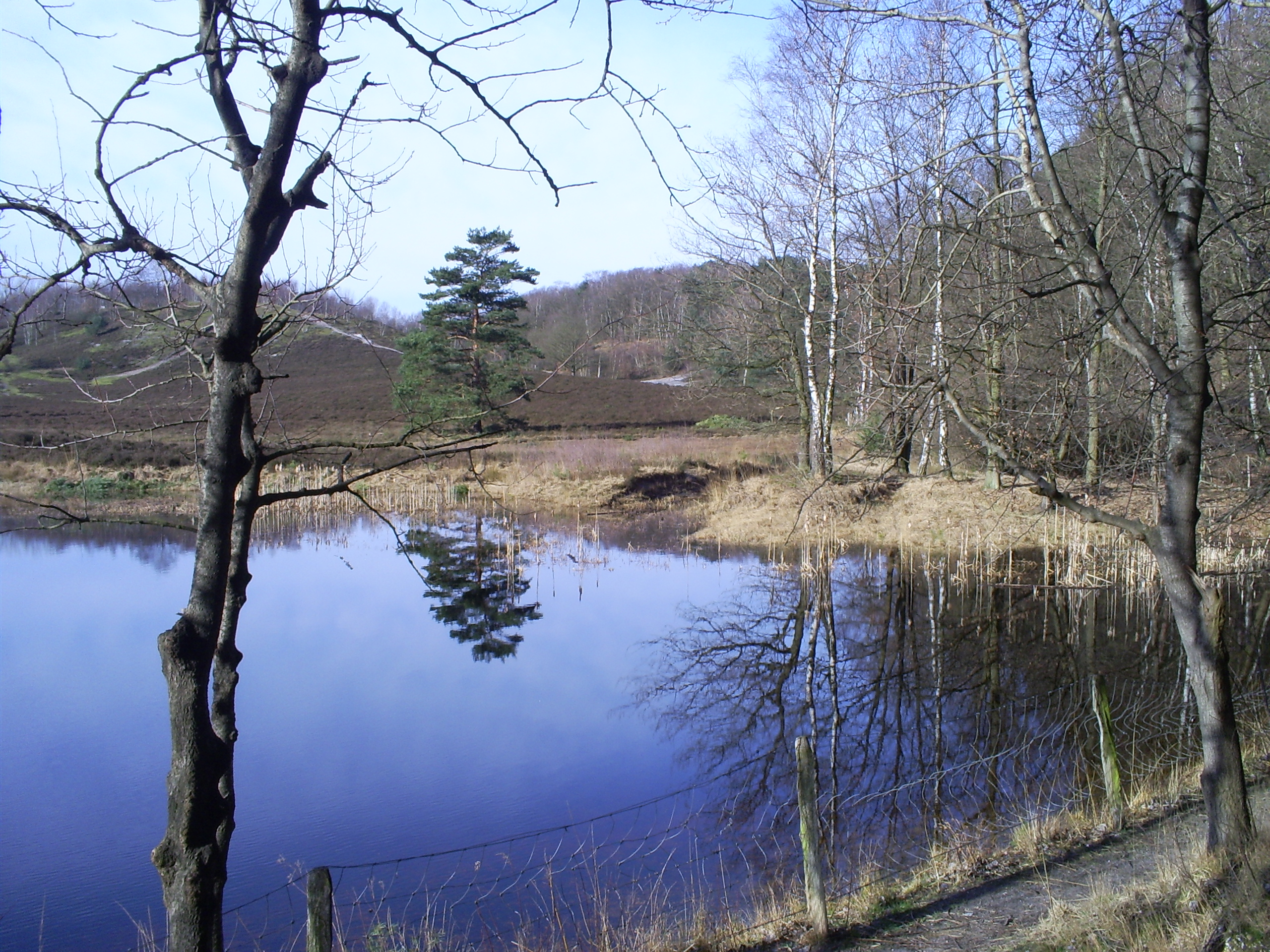
Brunssummerheide (2007)

Brunssum ligt in de overgangszone tussen de Noordwest-Europese laaglanden en het Rijnlands leisteenplateau. Het reliëf bestaat uit kleine heuvels en ontstond door erosie van de aardlagen, waarvan het bovenste deel voornamelijk uit het late tertiair dateert en voor het grootste deel uit zand en lössleem bestaan. De oorspronkelijke vegetatie bestaat uit Atlantische Heide op de zandbodem en uit bos op het löss, een zeer vruchtbare kleibodem. In het noordwesten van Brunssum vindt men tegenwoordig, op plekken waar de vroegere bossen stonden, voornamelijk agrarische bedrijven. De Brunssummerheide, die onder de Vereniging Natuurmonumenten valt, ligt voornamelijk in het zuiden en in het westen van Brunssum. Aan de Brunssummerheide grenst de Brandenberg, beide onderdeel van het Heidenatuurpark.
In het oosten van Brunssum vloeit door het stadsgebied de Roode Beek, deels gekanaliseerd en zelfs overkluisd, van zuid naar noord. De beek ontspringt in het zuiden op de Brunssummerheide, in het Landgraafse deel van de heide. Van hieruit stroomt de beek via de industriegebieden Hendrik en Bouwberg. Hierbij loopt de beek door Schutterspark. Vervolgens passeert de beek op de westoever de wijken De Egge en Oeloven om uiteindelijk via het gelijknamige gebied Rode Beek naar Schinveld over te gaan. Uiteindelijk gaat de Roode Beek over in de Geleenbeek die weer overgaat in de Maas.
Parken in Brunssum zijn, naast het Schutterspark, ook het Vijverpark en het - meer recente - Mijnspoorpark.

### Topografie

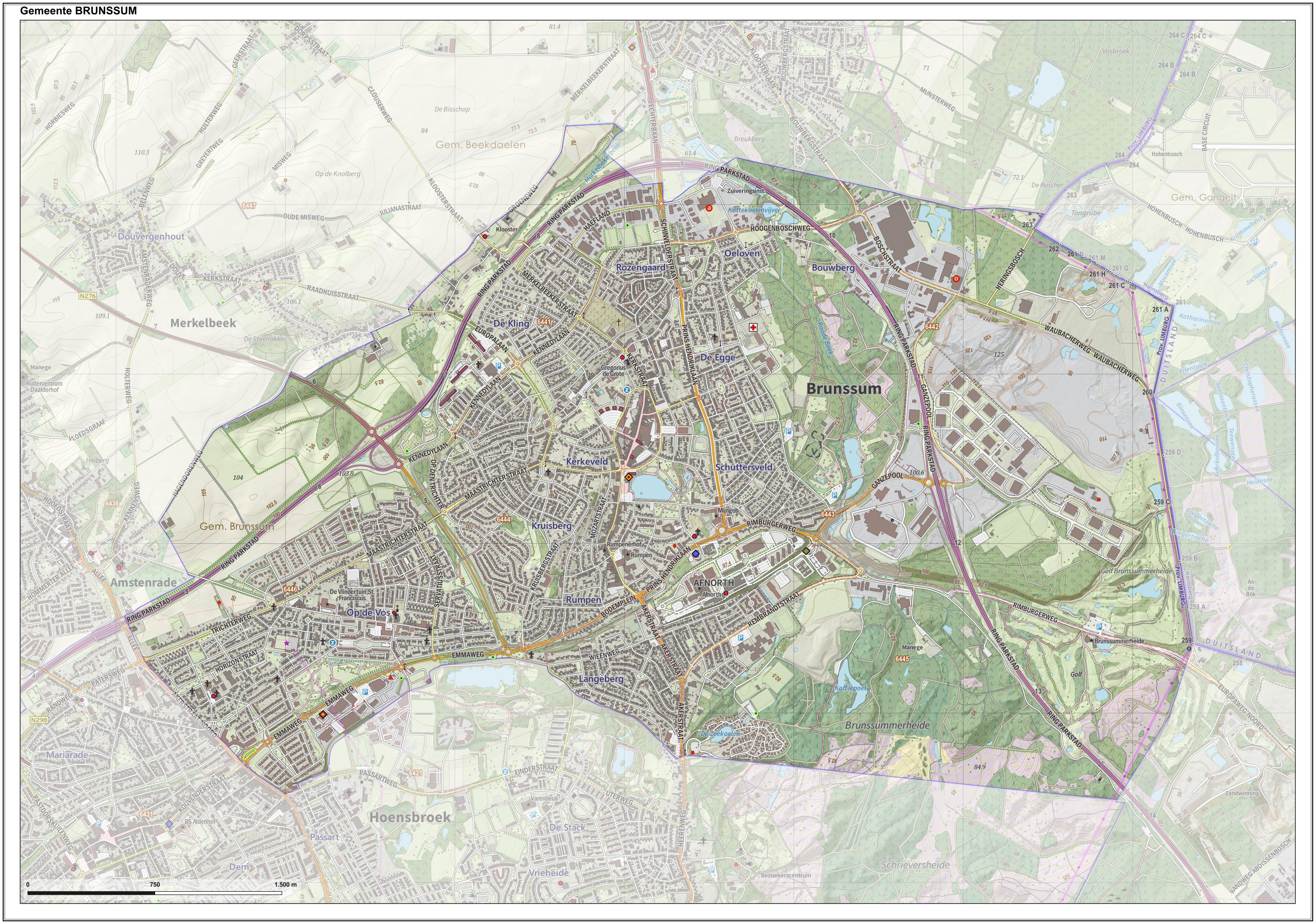
Topografische gemeentekaart van Brunssum, september 2022

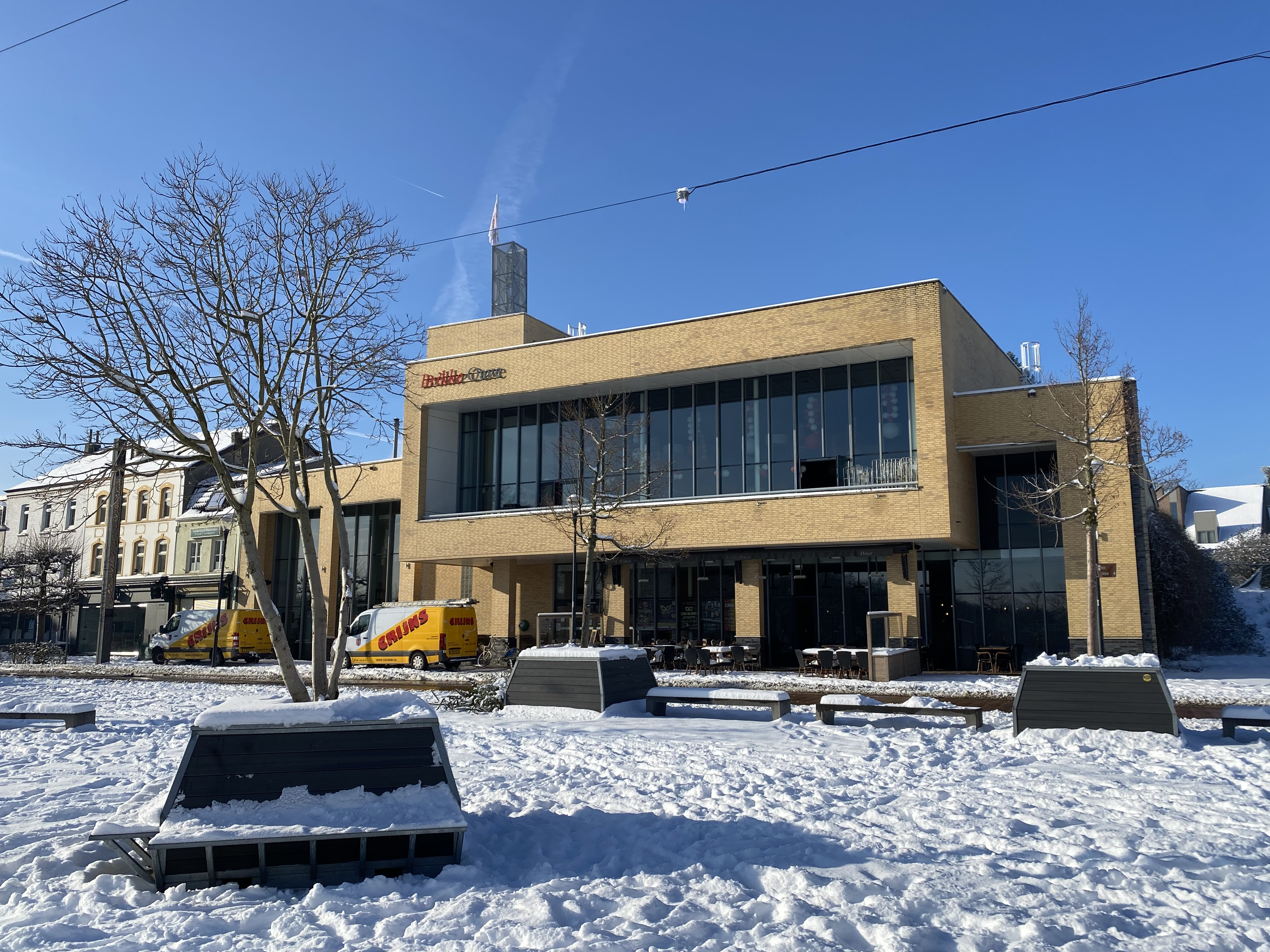
Brikke Aove: cultureel centrum en grand café

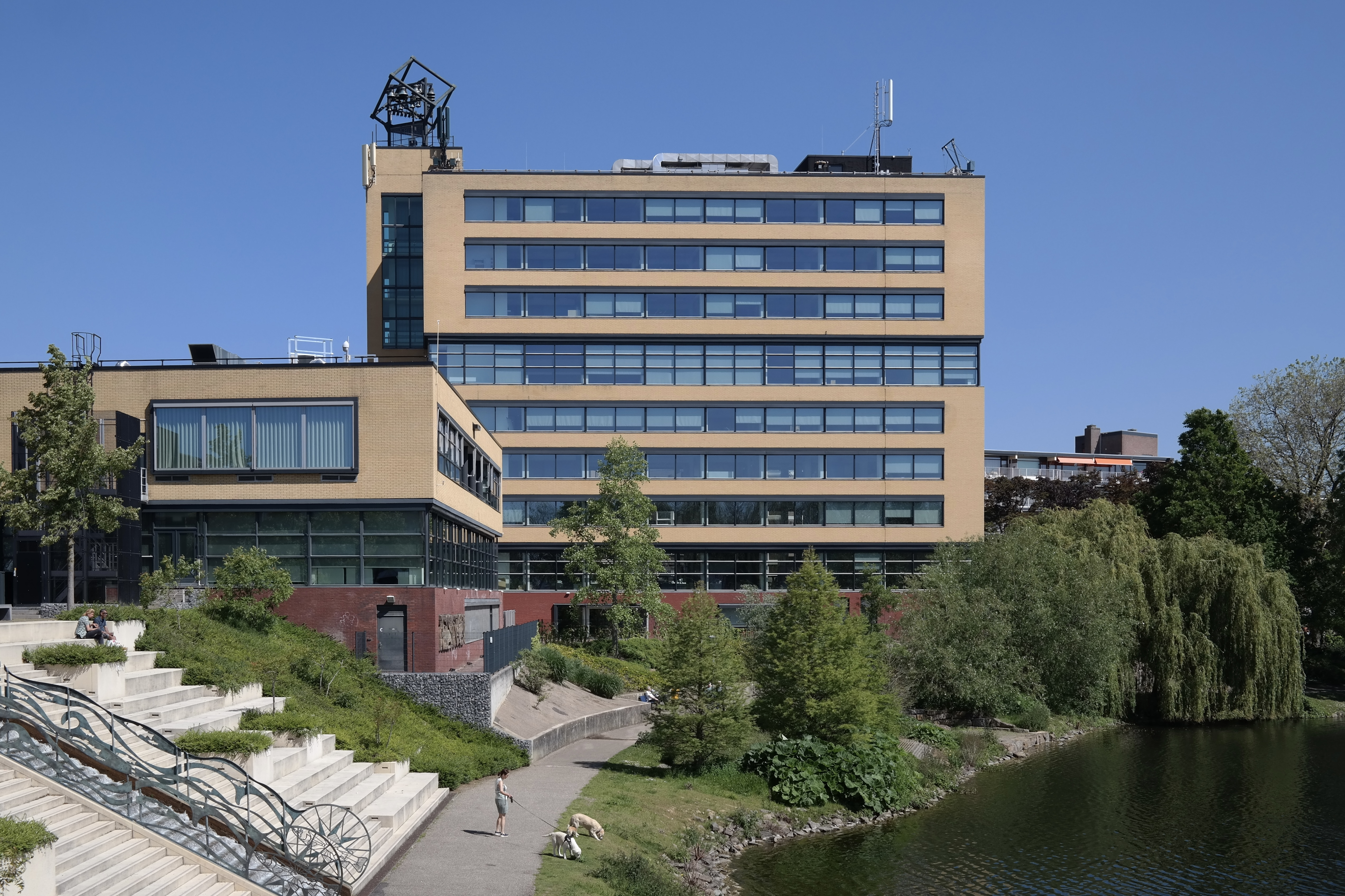
Bestuurscentrum aan het Vijverpark (2021)

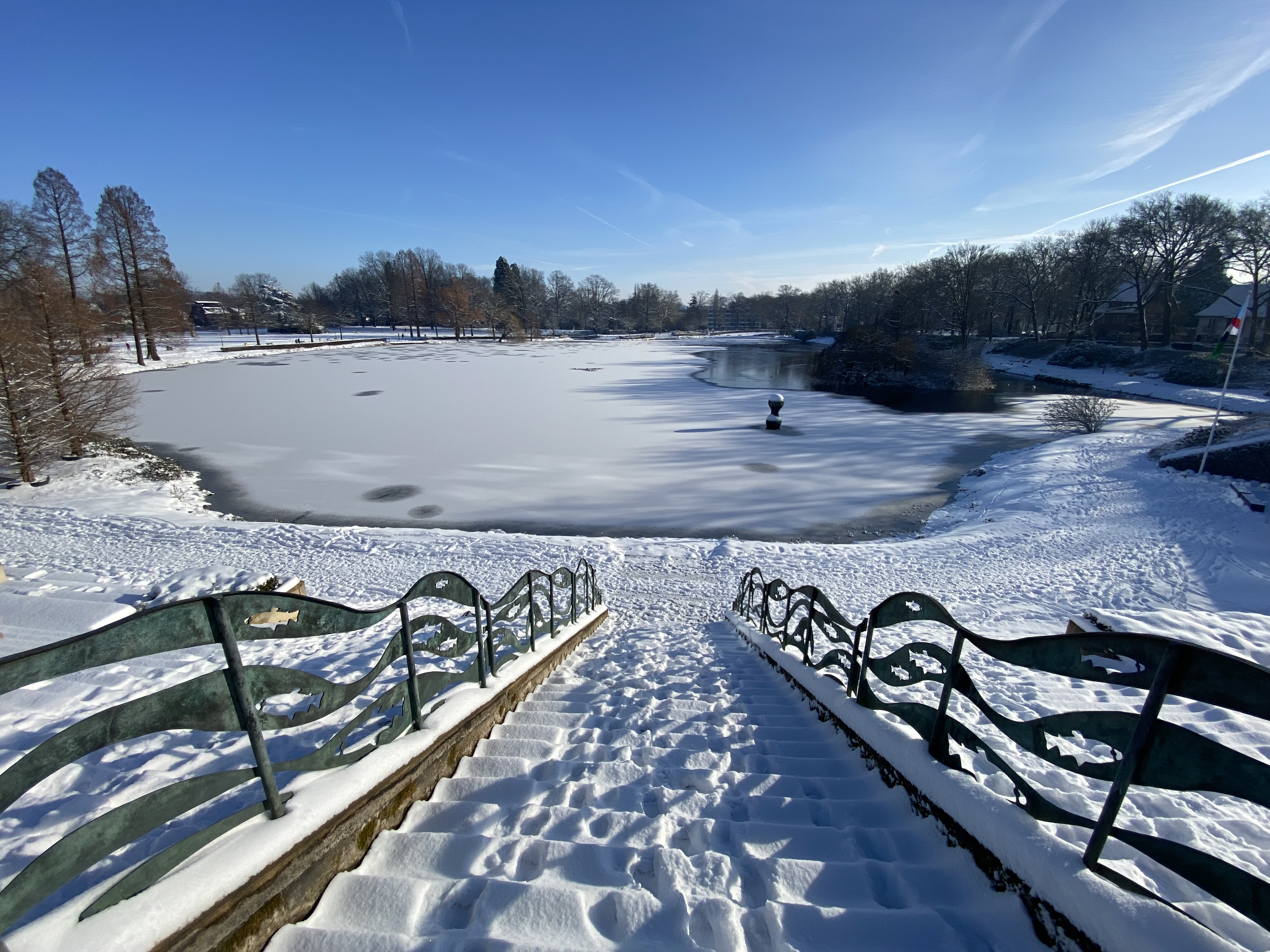
Vijverpark in de winter (2024)

Naast de plaats Brunssum zijn de buurtschappen Rumpen, Treebeek, Bouwberg en De Kling (of Onder-Merkelbeek) onderdeel van de gemeente Brunssum. Nabijgelegen kernen zijn: Hoensbroek, Heerlerheide, Nieuwenhagen, Abdissenbosch en Heerlen-Stad.

### Wijken
Brunssum kent de volgende wijken:
- Amstenraderveld
- De Kling
- Egge
- Emmapark
- Hemelder
- Het Ambacht
- Het Heufke
- Kerkeveld
- Kruisberg
- Langeberg
- Oeloven
- Op de Vos
- Rozengaard
- Rumpen
- Schuttersveld
- Treebeek

### Aangrenzende gemeenten
| Aangrenzende gemeenten | Aangrenzende gemeenten | Aangrenzende gemeenten | Aangrenzende gemeenten | Aangrenzende gemeenten          |
| ---------------------- | ---------------------- | ---------------------- | ---------------------- | ------------------------------- |
| Beekdaelen             |                        |                        |                        | Gangelt (DE) Geilenkirchen (DE) |
|                        |                        |                        |                        |                                 |
|                        | Übach-Palenberg (DE)   |                        |                        |                                 |
|                        |                        |                        |                        |                                 |
|                        |                        | Heerlen                |                        | Landgraaf                       |

## Geschiedenis

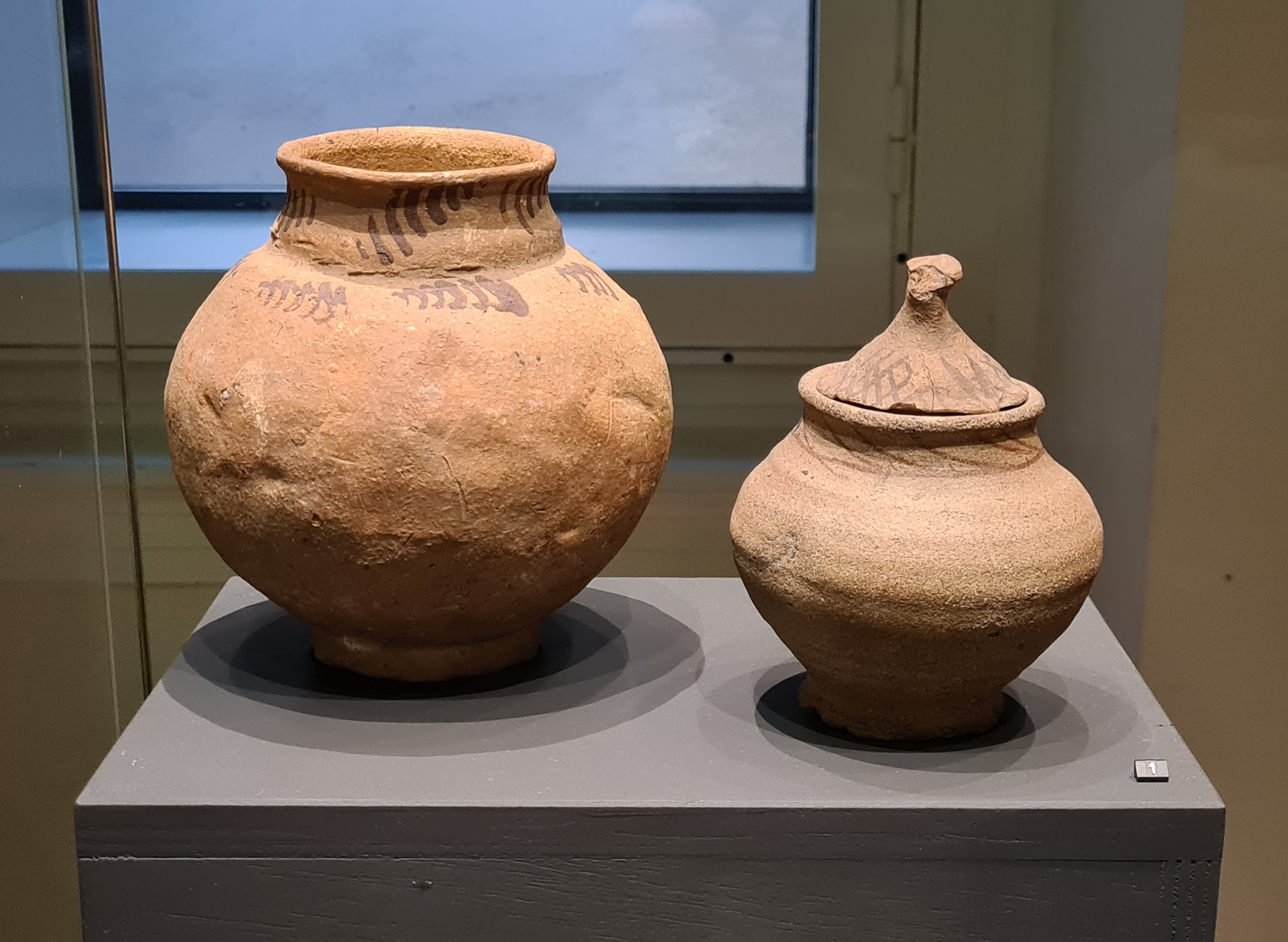
Pingsdorf-aardewerk (ca. 1050-1200) uit Brunssum. Collectie RMO, Leiden

Er zijn aanwijzingen dat in de prehistorie reeds sprake was van bewoning in het gebied om Brunssum. Dit geldt ook voor de buurgemeenten Heerlen en Landgraaf. Over deze bewoning is nog weinig bekend. Bodemvondsten en middeleeuwse vermeldingen wijzen op een ononderbroken bewoning van dit gebied in de laatste 2.000 jaar.
In de middeleeuwen werd er de landweer in het Schutterspark opgeworpen ter bescherming van de nederzetting.
De parochie Brunssum is sinds 1150 bekend, en vormde met Schinveld en Jabeek een schepenbank binnen het Land van Valkenburg. In 1557 werd de schepenbank van Brunssum, bestaande uit Brunssum, Schinveld en Jabeek, door de regering van de Spaanse Nederlanden verheven tot heerlijkheid en verpand aan de familie Hoen van Amstenrade, en in 1609 verkocht aan Arnold III Huyn van Geleen. In 1664 ging deze heerlijkheid Brunssum op in het graafschap Geleen en Amstenrade. Aan het einde van de ancien régime per 1794 werd Brunssum een zelfstandige gemeente.
In 1150 was reeds sprake van een Sint-Gregoriuskerk in het centrum en in 1579 werd deze verheven tot parochiekerk. De huidige kerk is modern.
Noch van de schepenbank, noch van de parochie zijn zegels of zegelafbeeldingen bekend. Het wapen is daarom samengesteld uit het wapen van de familie Huyn en de parochieheilige.

### Mijnverleden

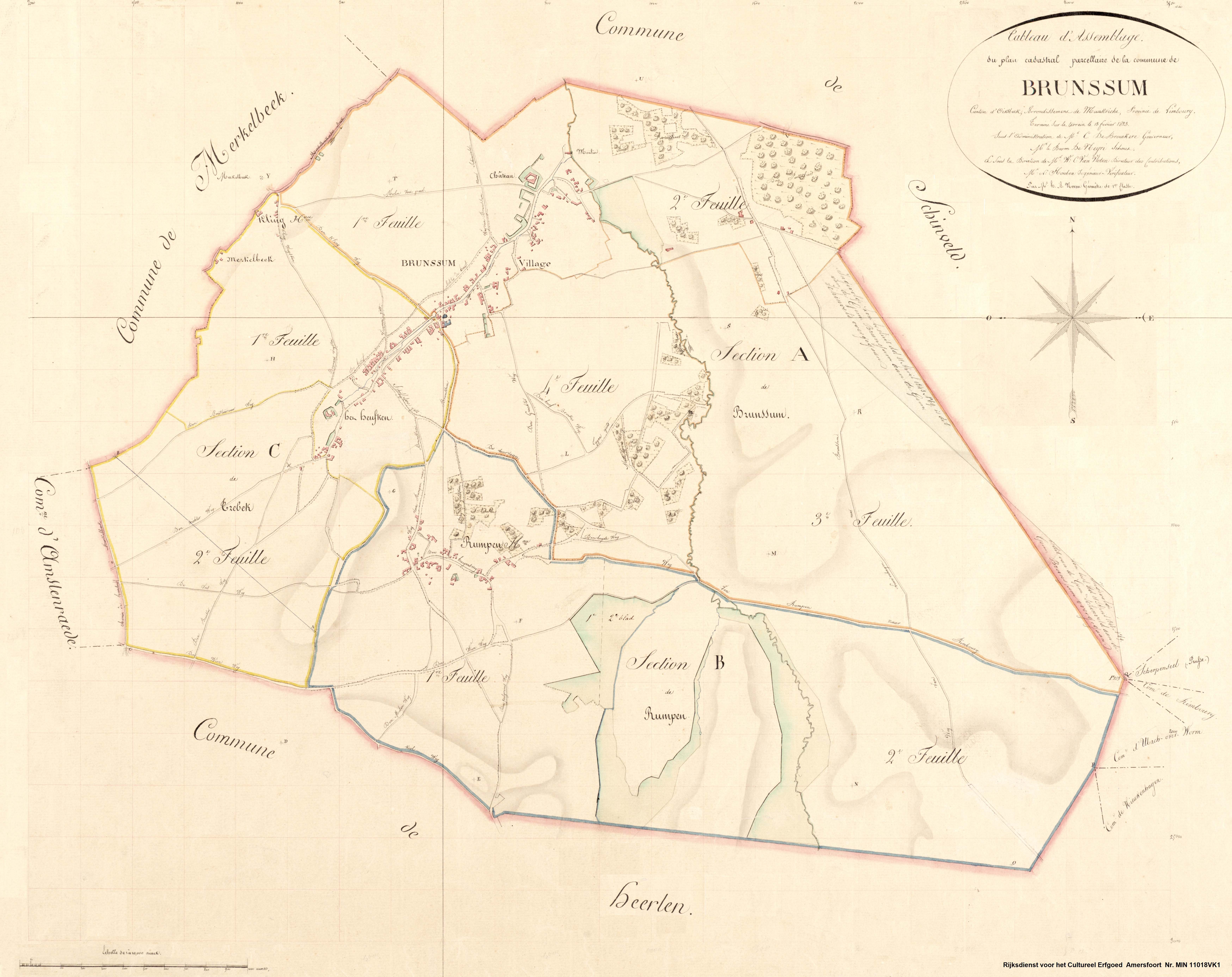
Kadasterkaart gemeente Brunssum, 1823

Tot het begin van de 20e eeuw was Brunssum een dorp en leefden de bewoners voornamelijk van de landbouw. Na de oprichting van de staatsmijnen nam het aantal inwoners door vestiging van arbeiders uit andere delen van Nederland en gastarbeiders uit Zuid-Europa en Noord-Afrika snel toe. Brunssum werd een belangrijk centrum voor steen- en bruinkoolwinning. Ook werd aan de grens met Heerlen zilverzand afgegraven.
Voor Brunssum was in het bijzonder de Staatsmijn Hendrik (1915-1963/1973), die de meeste Nederlandse mijnwerkers benodigde, het kloppend hart van de stedelijke ontwikkeling. De Staatsmijn Hendrik was de diepste mijn van Nederland. Schacht IV had een diepte van 1.058 meter.
Ook de staatsmijn Emma (1911-1973), in het huidige Treebeek, beïnvloedde de ontwikkeling van Brunssum. Op het terrein van de Emma liggen thans winkels, woningen, een industriegebied. een verkeersweg, parken en een natuurgebied.

#### Steenkoolwinning
Om te voorzien in de toenemende vraag naar steenkool besloot de regering in 1901 om staatsmijnen te gaan exploiteren. Op het gebied waar de staatsmijn Hendrik zou worden gebouwd begon men in 1913 met het aanleggen van de eerste schachten. In 1917 kon men de eerste kolen delven.
Drie schachten (nummers I, II en IV) werden tussen de Brunssummerheide en de huidige wijk Rumpen opgericht. Een vierde (lucht)schacht werd op grondgebied van de gemeente Nieuwenhagen in de zuidelijke Brunssummerheide aangelegd. In de Hendrik werd namelijk het gasrijke vetkool gedolven, waarvan cokes werd gemaakt.
Door ontsnappend mijngas, technische mankementen en menselijk falen vonden in de Hendrik de meeste ongelukken van alle Nederlandse mijnen plaats. Het zwaarste ongeluk was op 24 maart 1947 en kostte 13 mensen het leven.
In het jaar 1963 fuseerden de staatsmijn Emma en de staatsmijn Hendrik. De samenwerking werd Emma-Hendrik genoemd. In 1973 stopte de mijnbouw in Brunssum. Op het voormalige mijnterrein werd de AFCENT legerbasis ingericht. In het oosten van Brunssum bevindt zich de Steenberg Emma-Hendrik die nog herinnert aan het mijnverleden.

#### Bruinkoolwinning

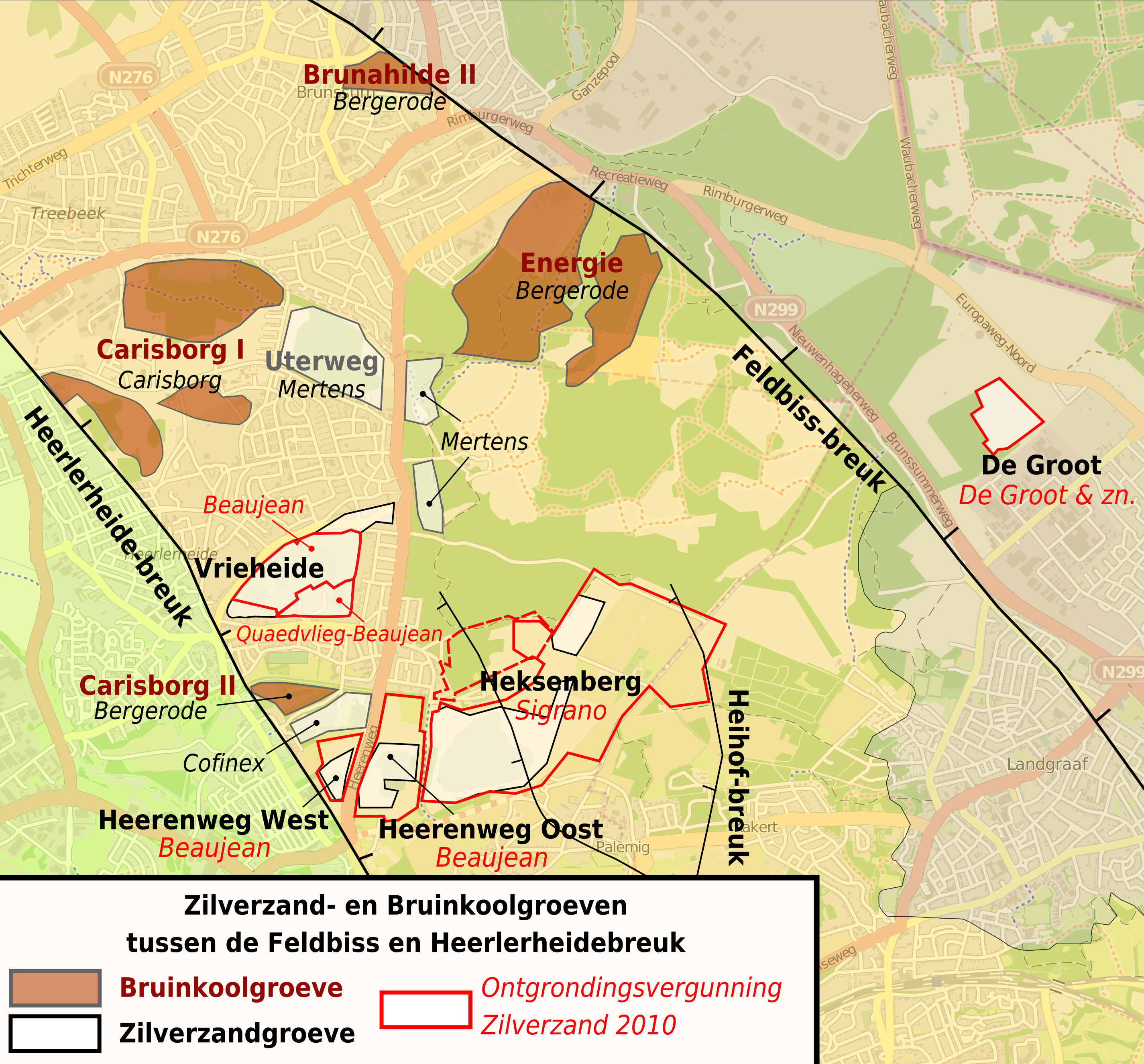
Bruinkool- en zilverzandgroeven tussen de Feldbiss en de Breuk van Heerlerheide

In de regio Brunssum bevonden zich meerdere dagbouw afgravingen. Naast bruinkool werd er zand, grind en klei gedolven. Het hoogtepunt van de bruinkolenwinning lag in de jaren 50 van de 20e eeuw. Een belangrijke ontwikkeling van de bruinkolenwinning in Brunssum was de snel gestegen nationale behoefte aan primaire energiebronnen op grond van de teruggelopen import uit Engeland en Duitsland.
In 1911 werd de N.V. Bergerode, Maatschappij tot Exploitatie van Mineralen in Brunssum opgericht. De N.V. Maatschappij tot Exploitatie van Bruinkolenvelden "Carisborg" was in Heerlerheide actief en was de belangrijkste firma op het gebied van de Nederlandse bruinkolenwinning. Deze werd op 22 september 1917 opgericht.
Het Vijverpark in het centrum van Brunssum is een overblijfsel van de voormalige dagbouw van de bruinkoolconcessie Brunahilde II die door de firma Bergerode geëxploiteerd werd. Hier werd direct onder het aardoppervlak een bruinkoollaag afgegraven. Na het stilleggen van de afgraving vulde het gat zich met water. De vijver die hierdoor ontstond is nu het middelpunt van het Vijverpark.
Ook in het oosten, nabij de wijk Schuttersveld, werd bruinkool aangetroffen in de concessie Brunahilde I, maar deze is nooit tot ontginning gebracht.
De Koffiepoel op de Brunssummerheide is ook het restant van een bruinkoolontginning, namelijk de concessie Energie van de firma Bergerode.

#### Zand, grind, klei en leem
Aan de rand van de Brunssummerheide wordt door de bouwstoffenindustrie nog altijd zilverzand en grind afgegraven. Grote delen van deze voormalige afgravingsgebieden staan onder natuurbescherming en verwilderen tot natuurgebieden, een gedeelte werd omgevormd tot Golfclub Brunssummerheide.
Ten oosten van Brunssum lagen een aantal steenfabrieken, zoals het in 1992 gesloten C&S en de steenfabriek Campo-Lemmens aan de Merkelbeekerstraat; opgericht in 1912 en gesloopt in de jaren 70 van de 20e eeuw. Aan Kranenpool 4, op het terrein van de voormalige Staatsmijn Hendrik bevindt zich de steenfabriek Wienerberger Poriso Brunssum, waar de lichtgewicht isolatiesteen Poriso wordt geproduceerd. Deze fabriek, die in de jaren 60 van de 20e eeuw door Staatsmijnen (DSM) was opgericht, maakt deel uit van het concern Wienerberger AG.

## Bezienswaardigheden
Brunssum heeft een aantal bezienswaardige gebouwen en monumenten.

### Kerken

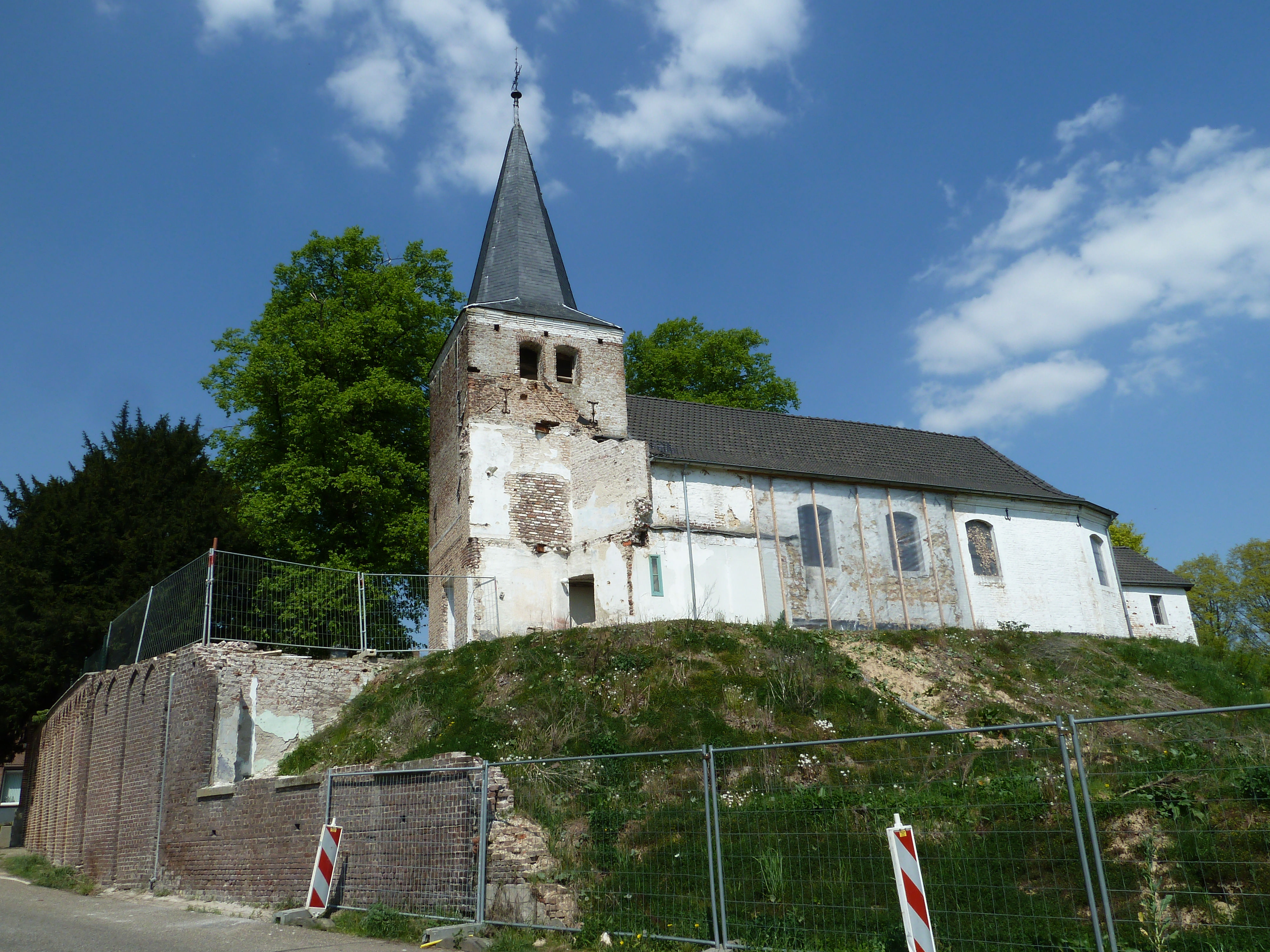
Fraai gelegen Sint-Clemenskerk

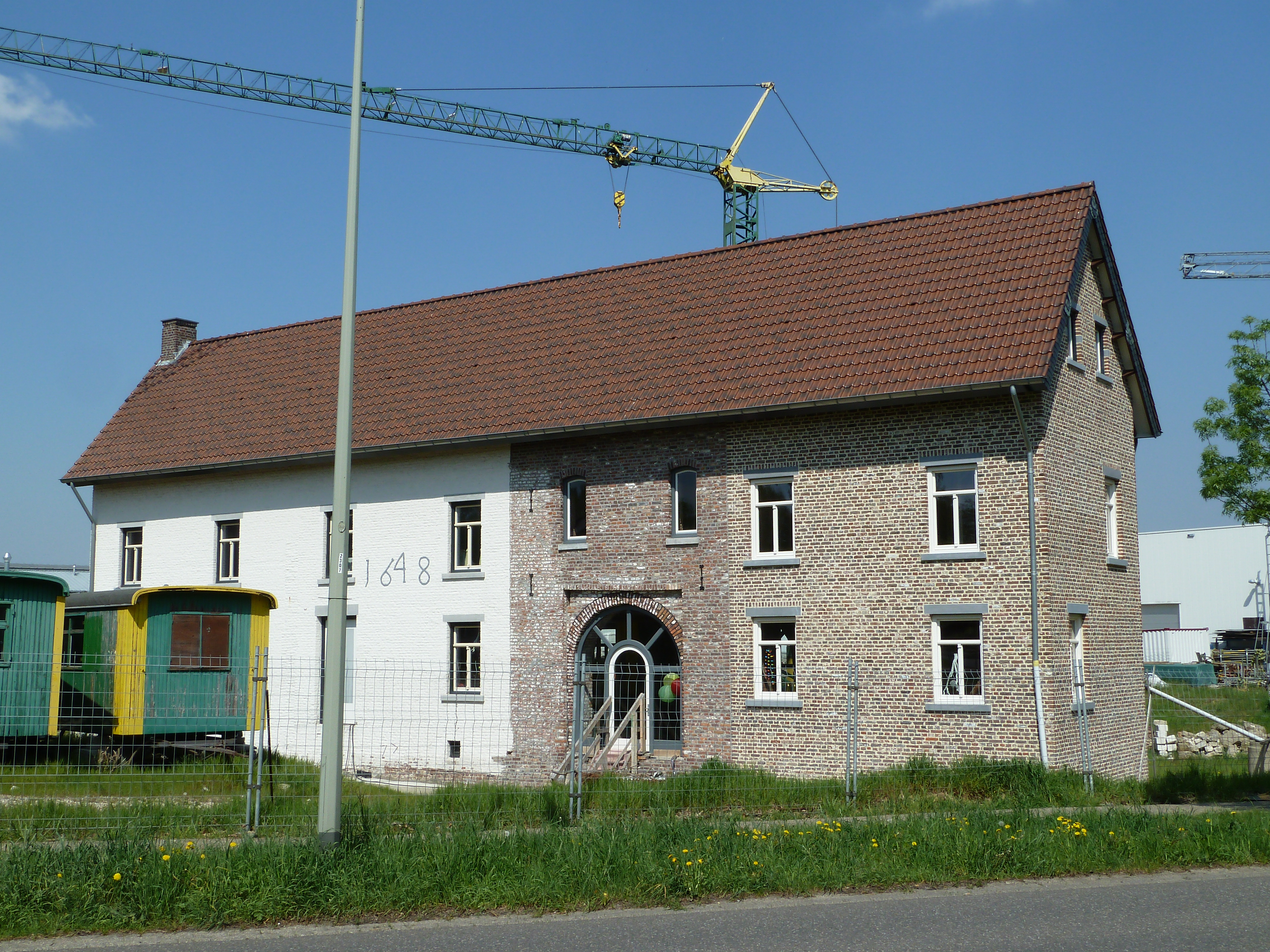
Verbouwing Op Genhoes

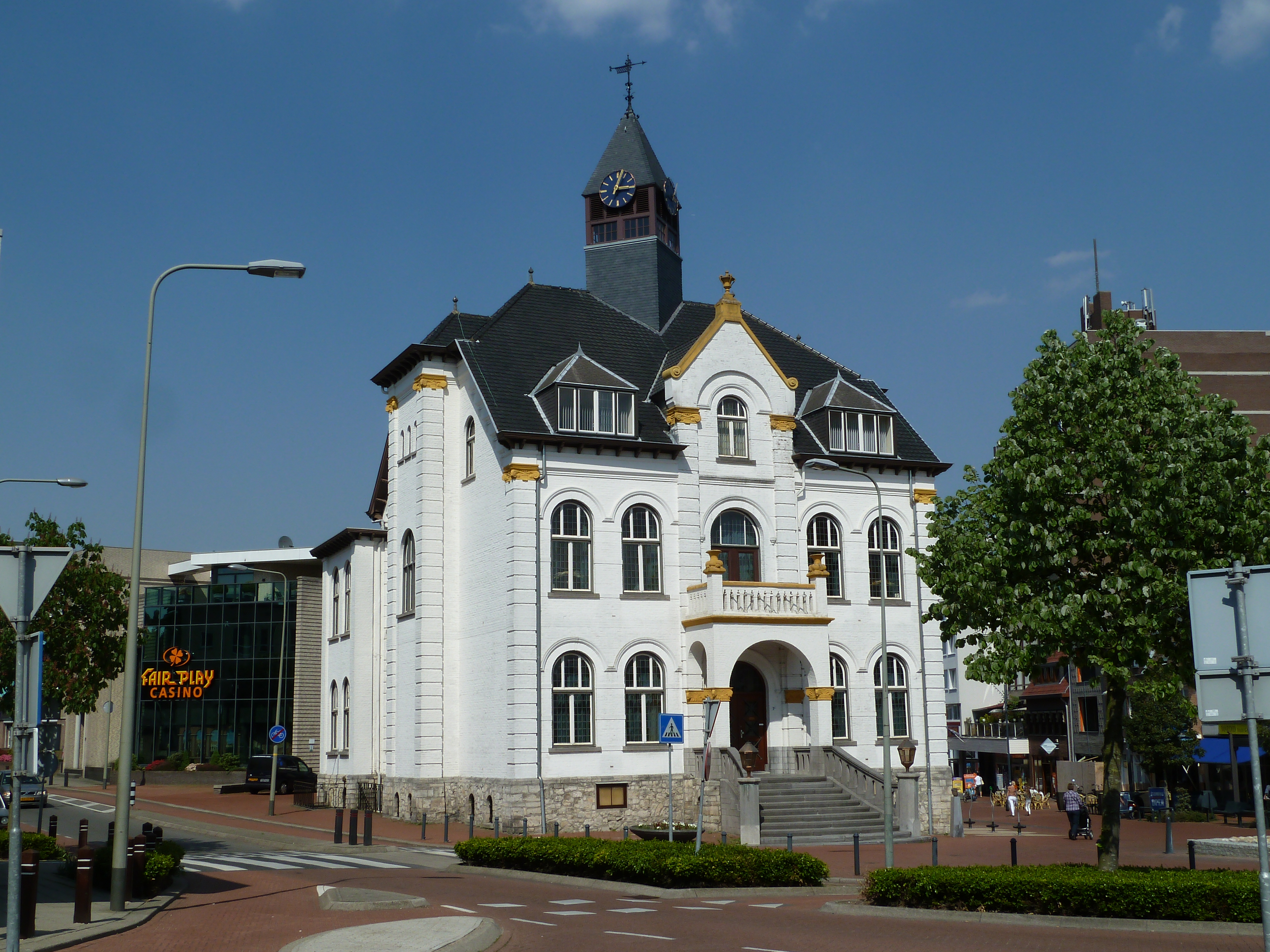
Oude raadhuis

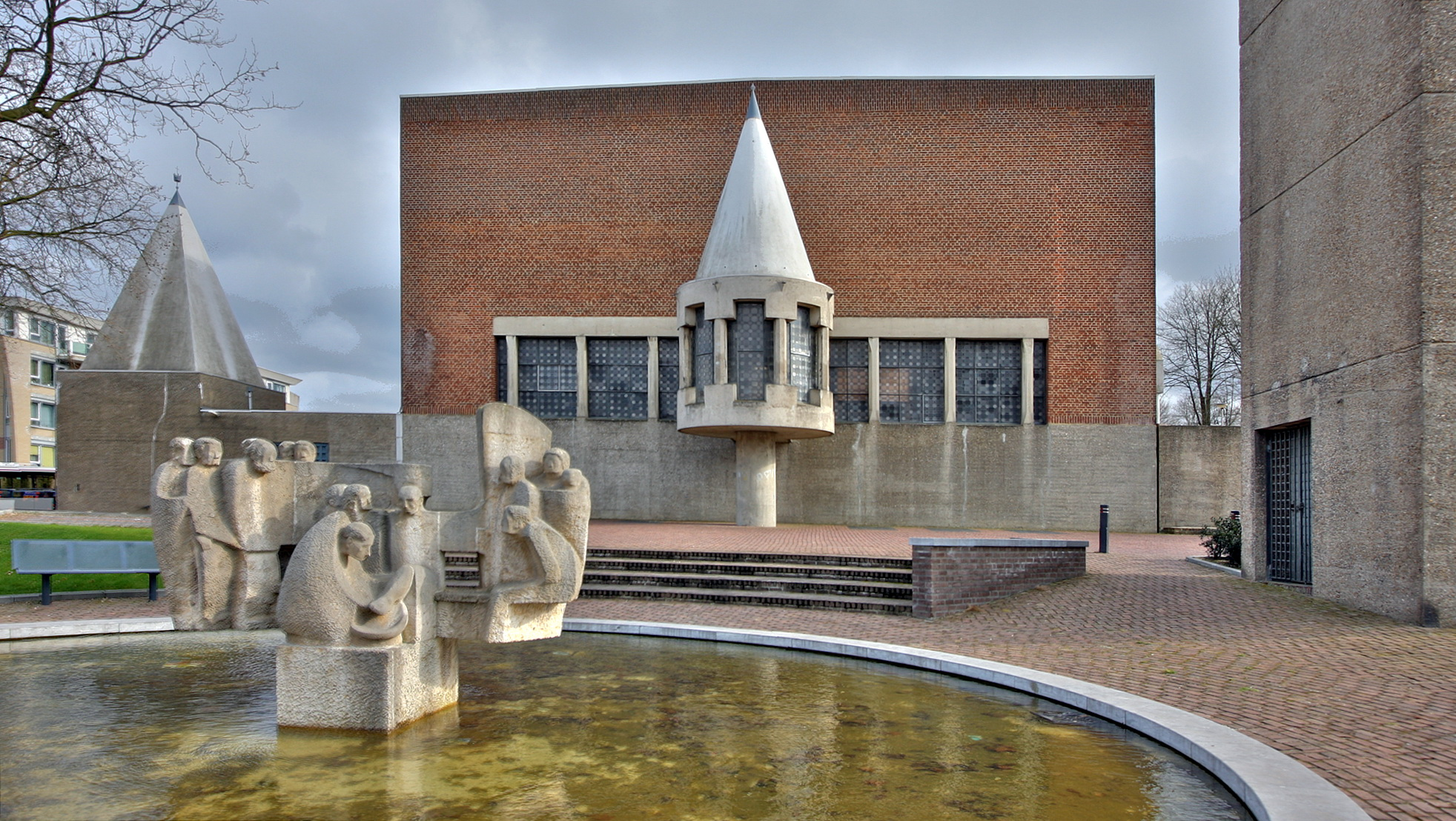
Beeldengroep bij Heilige Gregoriuskerk

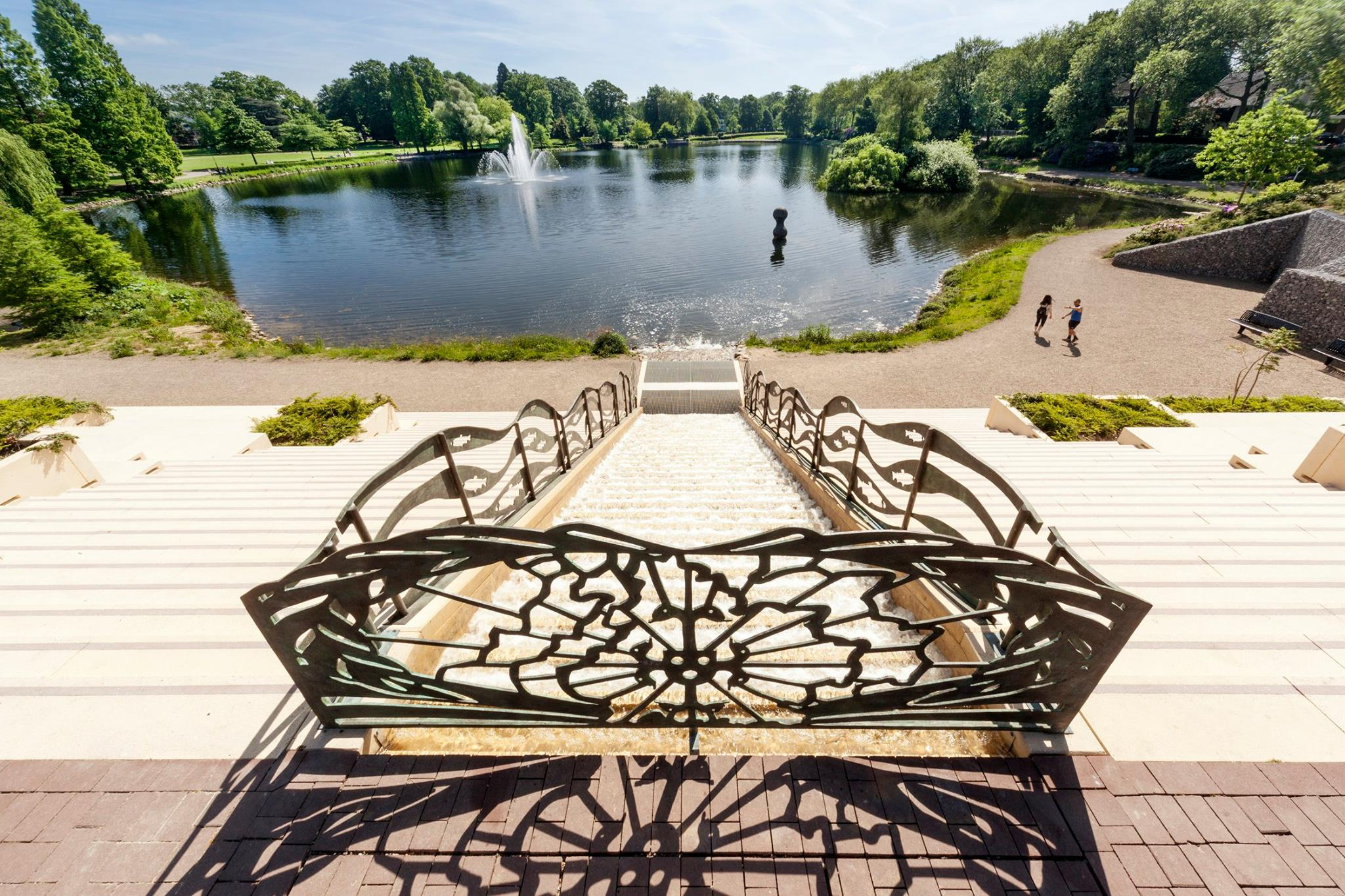
Kunstwerk "Upstream" van Harald Vlugt in het stadspark

- De oude Sint-Clemenskerk van Merkelbeek, thans op het grondgebied van Brunssum en verreweg het oudste gebouw in de gemeente.
- De Sint-Vincentius a Paulokerk in de wijk Rumpen is de eerste kerk die ontworpen is door de architect Frits Peutz.
- De modernistische Heilige Gregoriuskerk, de vierde parochiekerk in deze plaats, werd anno 1963 gebouwd naar een ontwerp van Gottfried Böhm, die in 1986 de Pritzker prize won.

Voor de overige kerkgebouwen, zie Religie.

### Industrieel erfgoed
Enkele gebouwen van de voormalige Staatsmijn Hendrik zijn aanwezig op het NAVO-terrein, te weten de compressorhal, de locomotievenloods en de diningclubhall. Bij de ingang van het terrein bevindt zich een rad, afkomstig uit een schachtbok van een mijn: het Herdenkingsmonument Verongelukte Mijnwerkers.

### Mijnwerkerskoloniën
Het rijksbeschermd gezicht Mijnkoloniën Brunssum omvat vijf mijnwerkerswijken en twee parken uit de periode van de mijnbouw, die aan elkaar zijn verbonden door het voormalige mijnspoortracé. Veel koloniën (in Limburg uitgesproken met de nadruk op laatste lettergreep van kolonie) zijn gebouwd volgens de tuinstadfilosofie.
- Opzichterswoningen te Treebeek, van 1915.
- Mijnwerkerswoningen aan Dr. A. Kuyperstraat, Dr. Schaepmanstraat, Koolweg en omgeving, van 1913-1918.
- Complex ir. De Katstraat en omgeving, te Treebeek, van 1925.
- Beambtencasino Treebeek, aan Uranusstraat 17, van 1921.
- Akerstraat, Bodemplein en omgeving, met woningen, ontworpen door J.H.W. Leliman voor de Staatsmijn Hendrik, 1912-1915.
- Woninggroep Haansberg, van 1917-1919.
- Complex Rozengaard (Kasteelstraat, Heulenderstraat, Veldstraat), ontworpen door Jan Stuyt, van 1915-1920. Het plan omvatte 260 woningen.
- Woninggroep De Egge, van 1920, eveneens ontworpen door Jan Stuyt.
- Complex Schuttersveld (Vijverstraat, Schutterstraat, Parkstraat en omgeving), van 1918-1921, oorspronkelijk 421 huizen, waarvan er nog 396 bestaan.
- Complex 't Heufke, Heufkestraat en omgeving, 148 woningen van 1926.
- Complex Langeberg-Venweg, van 524 woningen en drie winkels. Door Alphons Boosten ontworpen, van 1927-1929.
- Beambtenwoningen aan Prins Hendriklaan 424-428, van 1927.
- Ingenieurswoningen aan Wieënweg 2 (1938) en 36-66 (1941), ontworpen door Jos Wielders.

### Overige bezienswaardigheden
- In het noordoosten van de gemeente lag vroeger het Kasteel Op Genhoes (of Gen Hoes), waarvan alleen een (gerenoveerde) vleugel resteert.
- De Brunssummer Molen is een bovenslagmolen uit de 15e eeuw.
- De Bovenste Hof en de Onderste Hof, zijn twee historische hoeves aan de Merkelbekerbeek.
- Aan de Dorpstraat 10 en 12 liggen oude boerderijen, in 1794 als een enkele boerderij gebouwd en later gesplitst.
- Hoeve Renckenshuis, aan Merkelbeekerstraat 89, van 1754, en omstreeks 1850 verbouwd. Deze hoeve is ook in gebruik geweest als kuiperij en als uitspanning.
- Aan de Grachtstraat 9 ligt een woonhuis van 1781. Het heet 'Gasthuis' omdat hier vanaf de 15e eeuw tot 1618 een gasthuis heeft gestaan.
- Aan de Kloosterstraat ligt het voormalige Groene Kruisgebouw uit 1934 in de stijl van het nieuwe bouwen. Het is een zeer goed bewaard gebleven voorbeeld van deze architectuurstroming en heeft dan ook de status van rijksmonument. Momenteel is in dit gebouw een uitvaartondernemer gevestigd.
- Vakwerkhuisje, Bouwbergstraat 78.
- Het Openluchttheater in het Vijverpark dateert uit 1951 en was ontworpen door architect Bergmans in opdracht van De Staatsmijnen. Het theater heeft 400 zitplaatsen. Tussen de tribune en het podium ligt een kleine vijver die bedoeld is om het geluid van het podium naar de tribune te versterken. Na een uitvoerige renovatie is in 2012 het openluchttheater heropend.
- Op het Lindeplein bevindt zich het monumentale beeldhouwwerk "Upstream" gemaakt door de kunstenaar Harald Vlugt. Het kunstwerk is gemaakt naar aanleiding van het 50-jarige bestaan van de NAVO. De onthulling vond plaats op 31 mei 2017 in aanwezigheid van koning Willem Alexander, drie leidinggevende NAVO-generaals en 700 internationale NAVO-militairen.
- Op het Lindeplein, voor het nieuwe gemeentehuis, staat een Oostenrijkse grenspaal van 1713, weliswaar niet op zijn oorspronkelijke plaats. Identieke grenspalen zijn ook te vinden op het grondgebied van de gemeente Landgraaf, en de plaatsen Moelingen, Wezet (Visé) en Lieze (Lixhe) in België. Ze markeerden de grens tussen De Republiek en de Oostenrijkse Nederlanden, waarvan Brunssum deel uitmaakte. Aan het Lindeplein staat ook het oude Raadhuis.

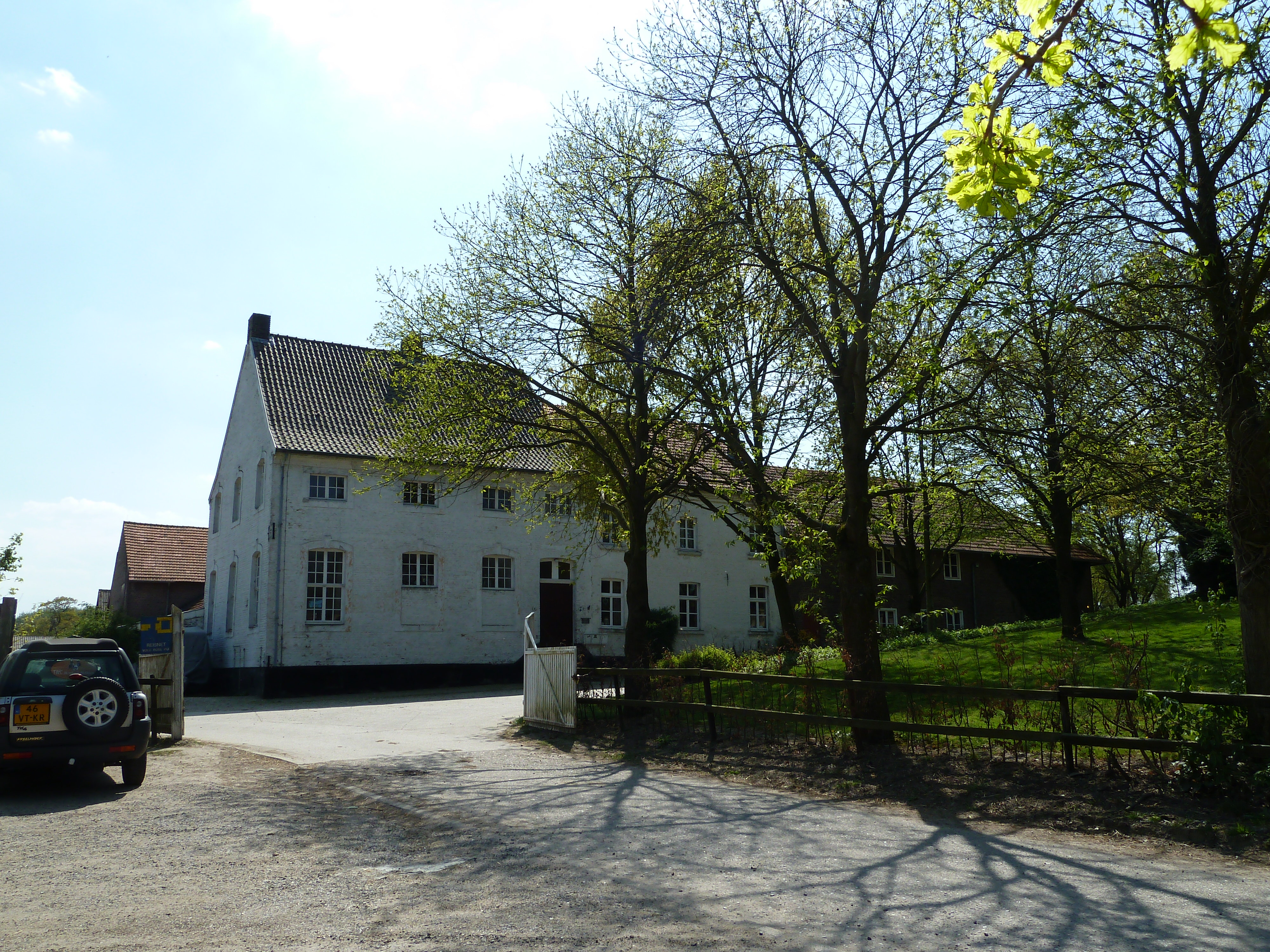
Hoeve Bovenste Hof
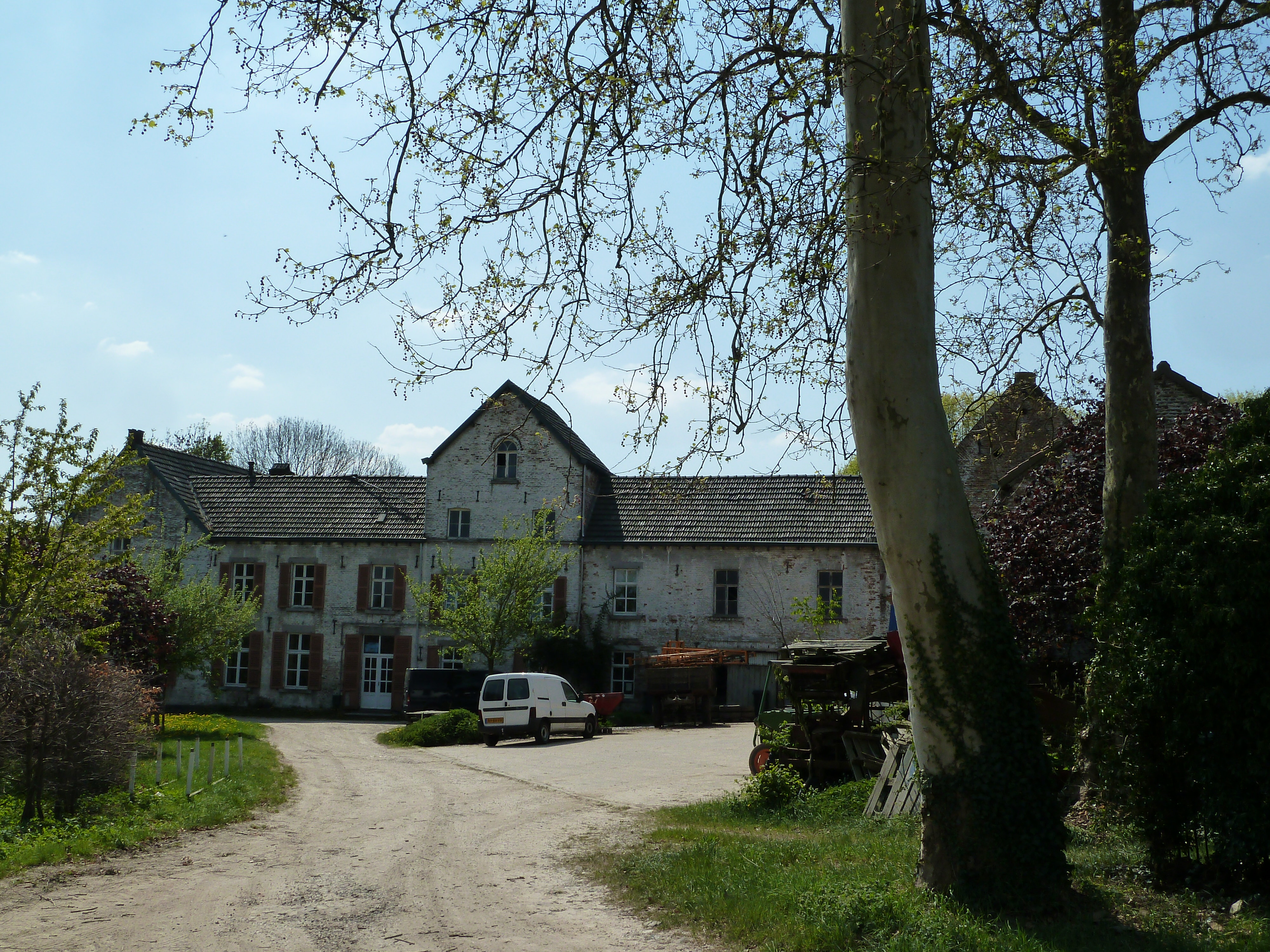
Hoeve Onderste Hof
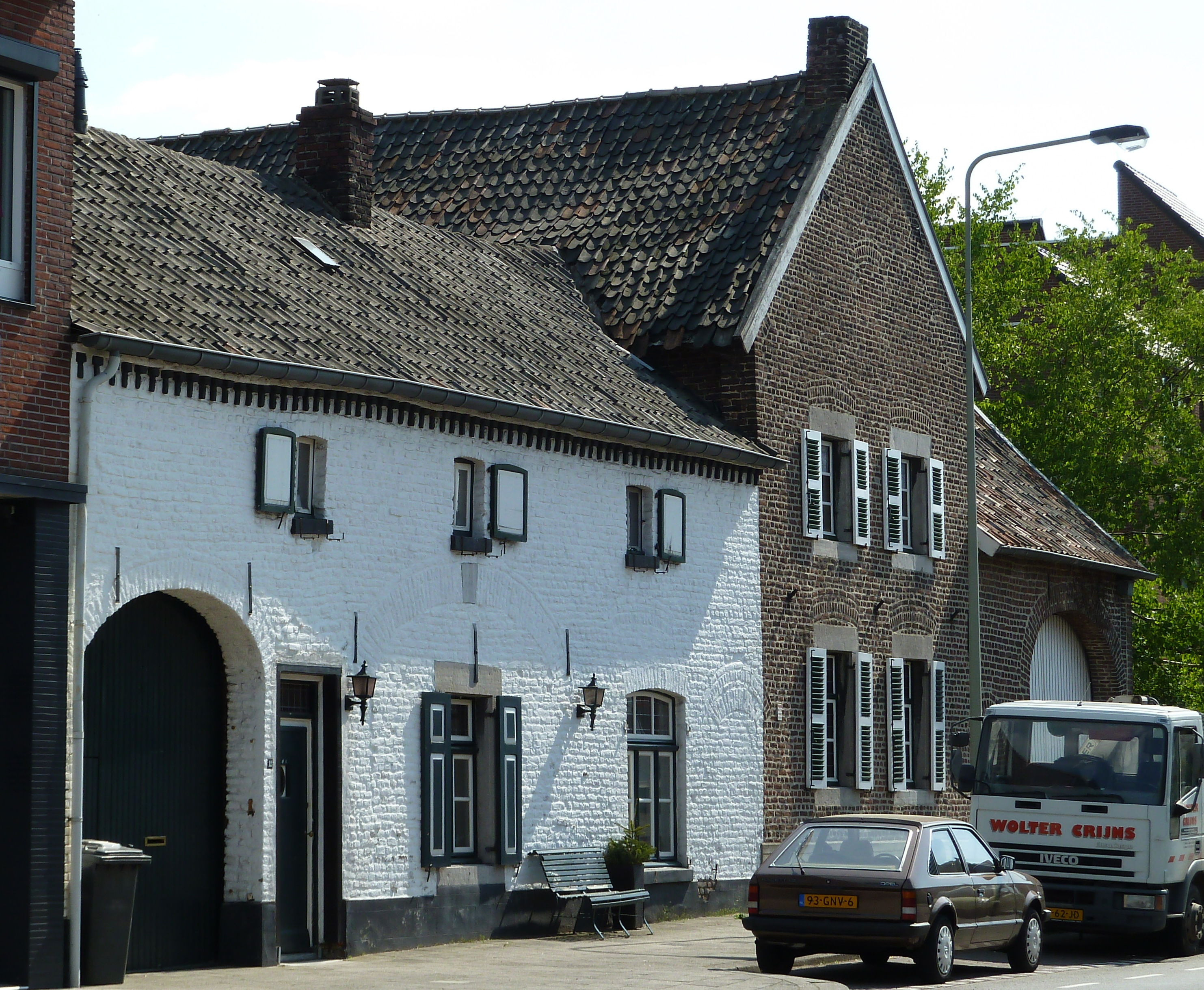
Dorpstraat 12
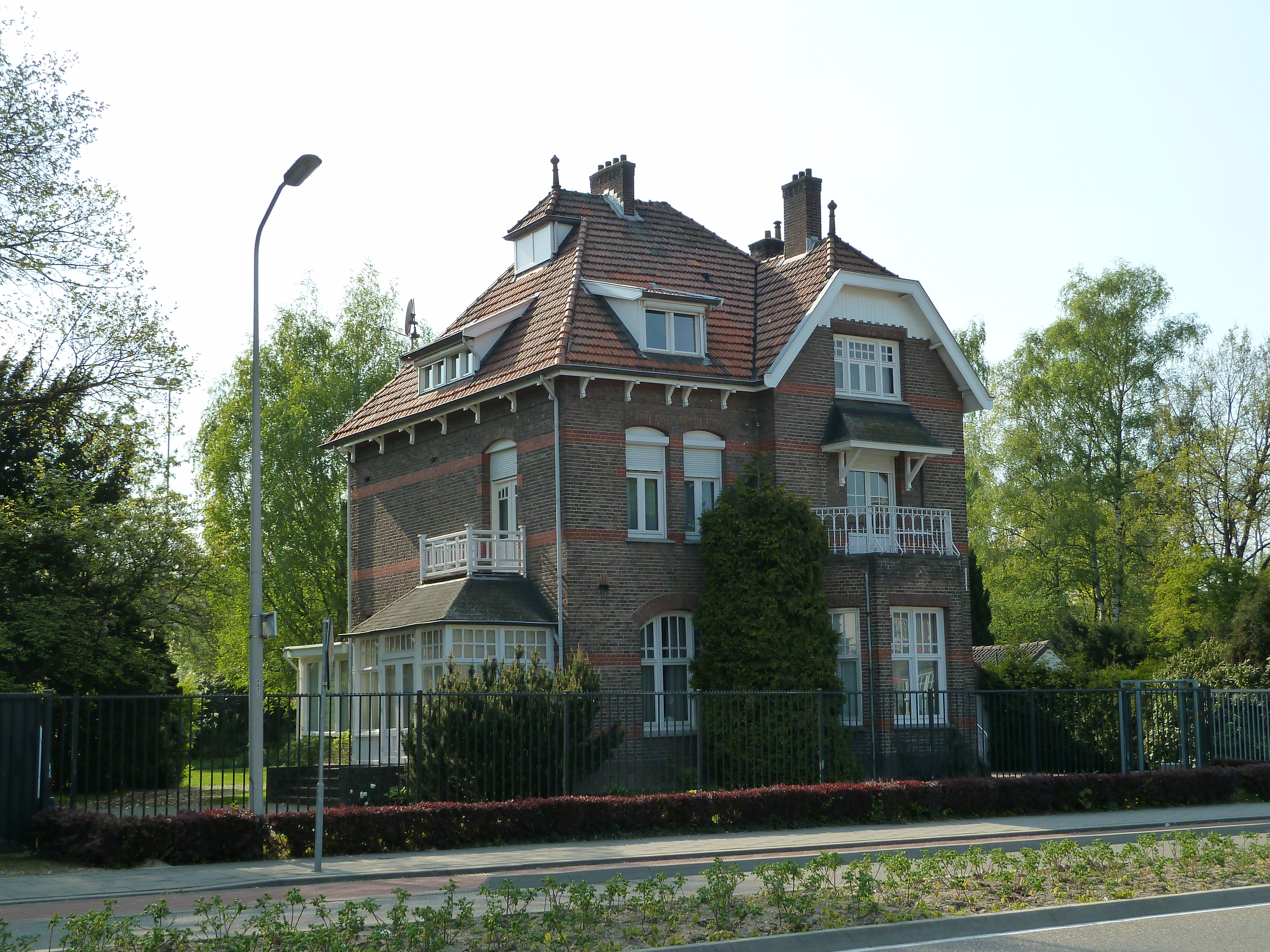
Villa Akerstraat 12

## Evenementen

### Folkloristische Parade

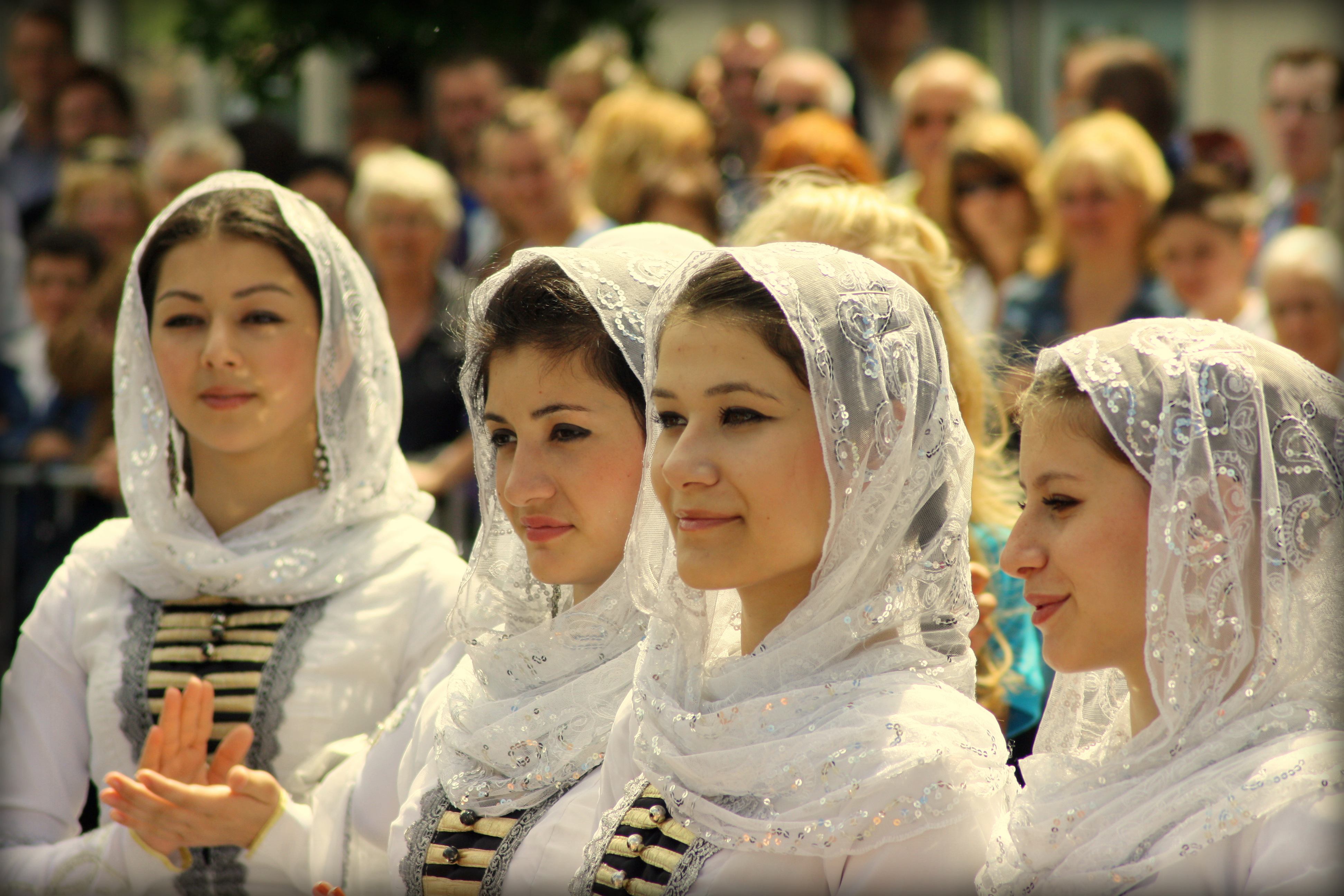
Parade Brunssum 2012

De Parade is een vierjaarlijks festival en vindt zijn oorsprong in 1953. Uit solidariteit met de slachtoffers van de watersnoodramp in Zeeland werd het Carnaval dat jaar afgelast. Als alternatief vond in de zomer een bescheiden driedaags folkloristisch festival plaats. In de loop van de jaren is dit initiatief uitgegroeid tot het grootste werelddansfestival in Nederland en een van de grootste in Europa. De 10de Internationale Folkloristische Parade in 1992 is zelfs het grootste CIOFF-festival ter wereld (ruim 35 deelnemende landen).
Met de eerste CIOFF Wereld Folkoriade in 1996 werd een nieuw hoogtepunt bereikt. Hiervoor kwamen in totaal 75 groepen uit 60 verschillende landen naar Brunssum om gedurende 10 dagen samen te zingen, dansen en muziek te maken. In 2004 sloeg de Parade een nieuwe weg in door naast de traditionele elementen ook aandacht te schenken aan de hedendaagse dans- en muziekcultuur met de thema's Salsa en Flamenco. In 2012 ging de Parade terug naar haar "roots", met een vijfdaags festival waarin veel aandacht is voor verbroedering en het thema "digging & dancing": een verwijzing naar het Zuid-Limburgse mijnverleden.

### Kermis
Twee keer per jaar is er kermis in Brunssum, namelijk de voorjaars- en de najaarskermis. In januari 2004 is Brunssum door BOVAK uitgeroepen tot BOVAK-Kermisstad van het jaar 2004 vanwege de, volgens de kermisexploitanten, gezellige kermis en het warme hart dat Brunssum hen toedraagt.

### Brunssumse Oktoberfeesten
Sinds 30 en 31 oktober 2004 vindt jaarlijks het Brunssums Oktoberfeest plaats. De eerste drie jaren gebeurde dit in zaal D'r Brikke Oave. Na de feesten van 2006 stapte vrijwel het volledige bestuur op. Onder leiding van een nieuw bestuur werd in 2007 het feest georganiseerd in een grote tent op het Lindeplein in het centrum van Brunssum. Tevens werd het in plaats van een tweedaags evenement een driedaags evenement op de vrijdag, zaterdag en zondag. Dit bleek een gouden zet. Zowel in 2007 als 2008 was de zaterdagavond volledig uitverkocht. In 2008 trok het evenement bijna 4.000 bezoekers. De Brunssumse Oktoberfeesten vinden ieder jaar plaats in het laatste weekend van oktober. Vooral veel bekende en grote artiesten uit het Zillertal, een dal in de Oostenrijkse provincie Tirol, staan altijd op het programma. De vrijdagavond is vooral regionaal gericht. In 2009 stond een grote internationale artiest op het programma: DJ Ötzi.

## Economie
Na de sluiting van de steenkoolmijnen nam DSM een aanmerkelijk belang in de plasticfabriek van Curver, die in 1966 naar Brunssum werd verplaatst.
Op het terrein van de voormalige staatsmijn Hendrik is sinds 2004 het hoofdkwartier van Allied Joint Force Command Headquarters Brunssum (JFC HQ Brunssum) gevestigd. Op het NAVO hoofdkwartier, JFC HQ Brunssum, werken ongeveer 700 mensen met 25 verschillende nationaliteiten. Met alle ondersteuning, inclusief NAPMA (NATO AWACS Programme Management Agency), NCSA Sector Brunssum, de nationale delegaties en de International School zijn dit ongeveer 1700 mensen. De internationale gemeenschap in Brunssum telt ongeveer 4000 mensen, die allen geïntegreerd wonen in de regio. Het hoofdkwartier en de internationale gemeenschap hadden in 2006 een economische impact van ca. € 150 miljoen in de regio Zuid-Limburg. De NAVO-basis ontwikkelde zich sinds de sluiting van de mijnen tot de belangrijkste economische factor in Brunssum.
In Brunssum zijn 1.677 bedrijven gevestigd (2018) met in totaal 7.361 arbeidsplaatsen. Grote werkgevers zijn de sectoren Zorg, Detailhandel, Industrie en Overheid.

## Voorzieningen
Brunssum investeerde als gevolg van het masterplan Centrum in een nieuw Lindeplein, Brikke Oave, Zorgplein en Brede Scholen in alle wijken. Ook de wijk Treebeek wordt grotendeels gerenoveerd.
Toeristische trekpleisters zijn o.a. het Blote Voetenpark, het Klimpark, het Schutterspark, Europarcs Landgoed Brunssheim en de Brunssumerheide.
Het winkelcentrum bevat een mix van landelijke filialen (Action, Hema, Blokker, Kruidvat etc.) en lokale winkeliers. Er zijn diverse terrassen op het promenadegebied. Ook heeft Brunssum een overdekt winkelcentrum, genaamd De Parel.
Als gevolg van de aanleg van de Buitenring zijn diverse bedrijventerreinen beter ontsloten. Dit biedt kans voor een nieuwe ontwikkeling van de Oostflank van Brunssum.
Brunssum profileert zich als evenementen- en woonstad voor gezinnen en kinderen. Zo zijn er jaarlijks diverse evenementen op het gebied van sport, cultuur, kerst, bevrijding en dans.

## Verkeer en logistiek
Brunssum heeft diverse aansluitingen naar de provinciale wegen:
- N274: richting Roermond
- N276: richting Sittard-Geleen
- N298: via Hoensbroek naar Nuth en de A76
- N299: via Landgraaf en Kerkrade naar Herzogenrath

Ook is Brunssum sinds 2018 aangesloten op zowel de Binnenring Parkstad (s100) als de Buitenring Parkstad Limburg (N300).
Hiernaast kent Brunssum diverse verkeersaders die niet tot de provinciale wegen behoren:
- Akerstraat: van de wijk Rumpen naar Heerlen.
- Emmaweg en de Akerstraat-Noord: van de wijk Treebeek en Hoensbroek naar Heerlerheide en Heerlen.
- Rimburgerweg: richting Ubach over Worms en Übach-Palenberg.

## Religie
Binnen de gemeente bevinden zich verschillende kerken. Dit zijn de:
- Sint-Vincentius à Paulokerk in Rumpen
- Sint-Barbarakerk in Treebeek
- Sint-Clemenskerk, de oude kerk van Merkelbeek, met ernaast de Lourdesgrot en de Heilig-Hartgrot
- Gregoriuskerk in het centrum
- Onbevlekt Hart van Mariakerk (Fatimakerk) in de wijk Kruisberg
- Heilige Geestkerk in Brunssum-Noord
- Sint-Josephkerk in de wijk Egge
- Heilige-Familiekerk in Langeberg
- Baptistenkerk in Treebeek
- Onze-Lieve-Vrouw van de Rozenkranskerk in Treebeek
- Opstandingskerk (eerder Kruiskerk geheten) in Treebeek
- Pelgrimskerk in Treebeek

Gesloopte kerken zijn de:
- Bethelkerk in Brunssum
- Immanuelkerk in Treebeek

Verder bevindt zich bij het Clemenskerkje aan de Groeneweg een Lourdesgrot uit 1887 die als bedevaartsplaats is gebruikt.
In de gemeente bevinden zich ook verschillende kapellen, waaronder de Banneuxkapel aan de Schildstraat in Treebeek, de Mariakapel aan de Bouwbergstraat en de Heilige-Familiekapel aan de Prins Hendriklaan. Ook heeft Brunssum drie kloosters gekend:
- Het Barbaraklooster in Treebeek
- Het klooster Zonneborgh in Treebeek, van de Missiezusters Dienaressen van de Heilige Geest, die in 1918 het klooster stichtten.
- Het klooster met kapel van de Priorij van Sint-Benedictus (Dorpstraat 149 in Brunssum), sinds 2004 bewoond door de "Blauwe zusters".

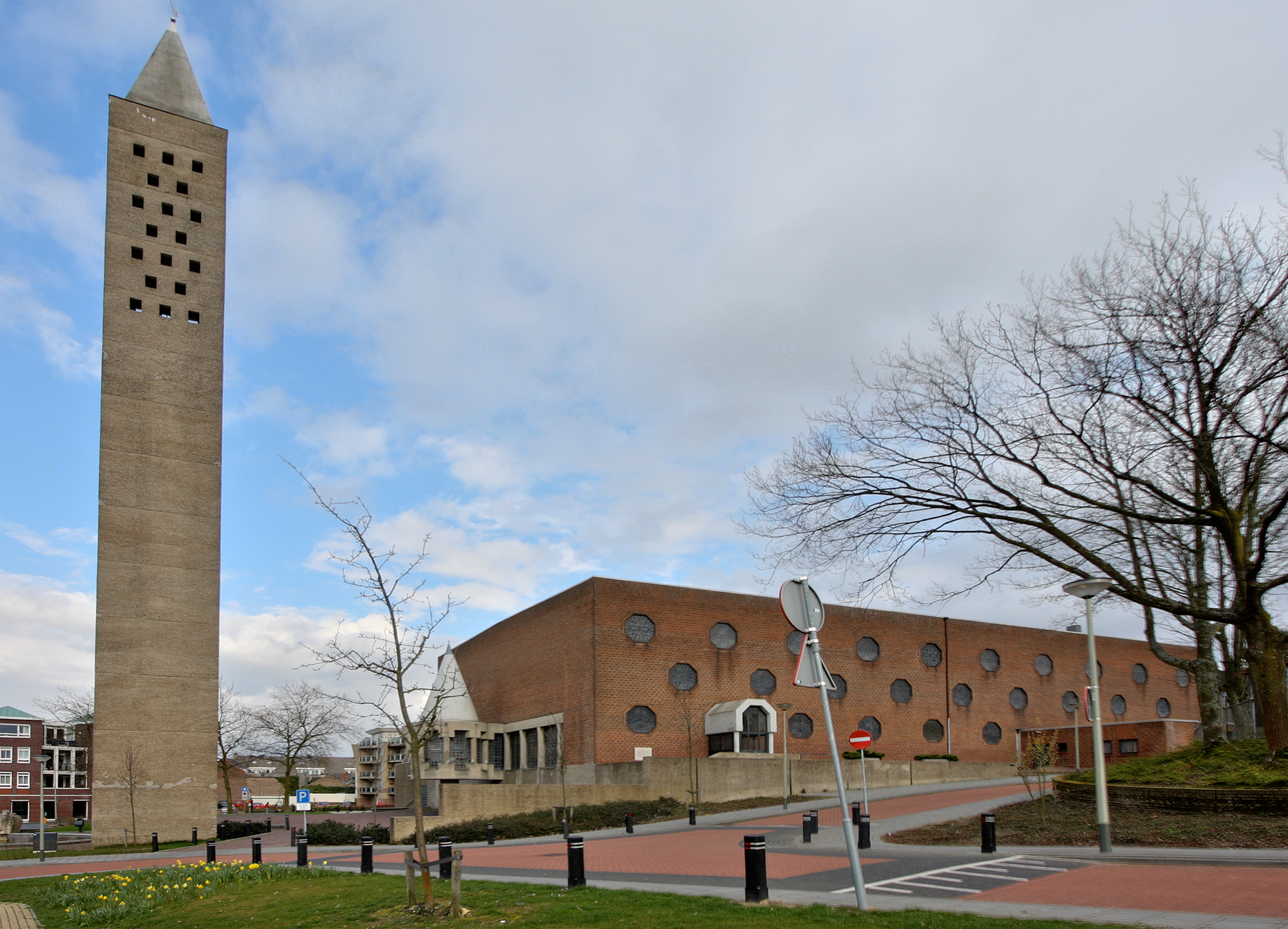
Sint-Gregoriuskerk
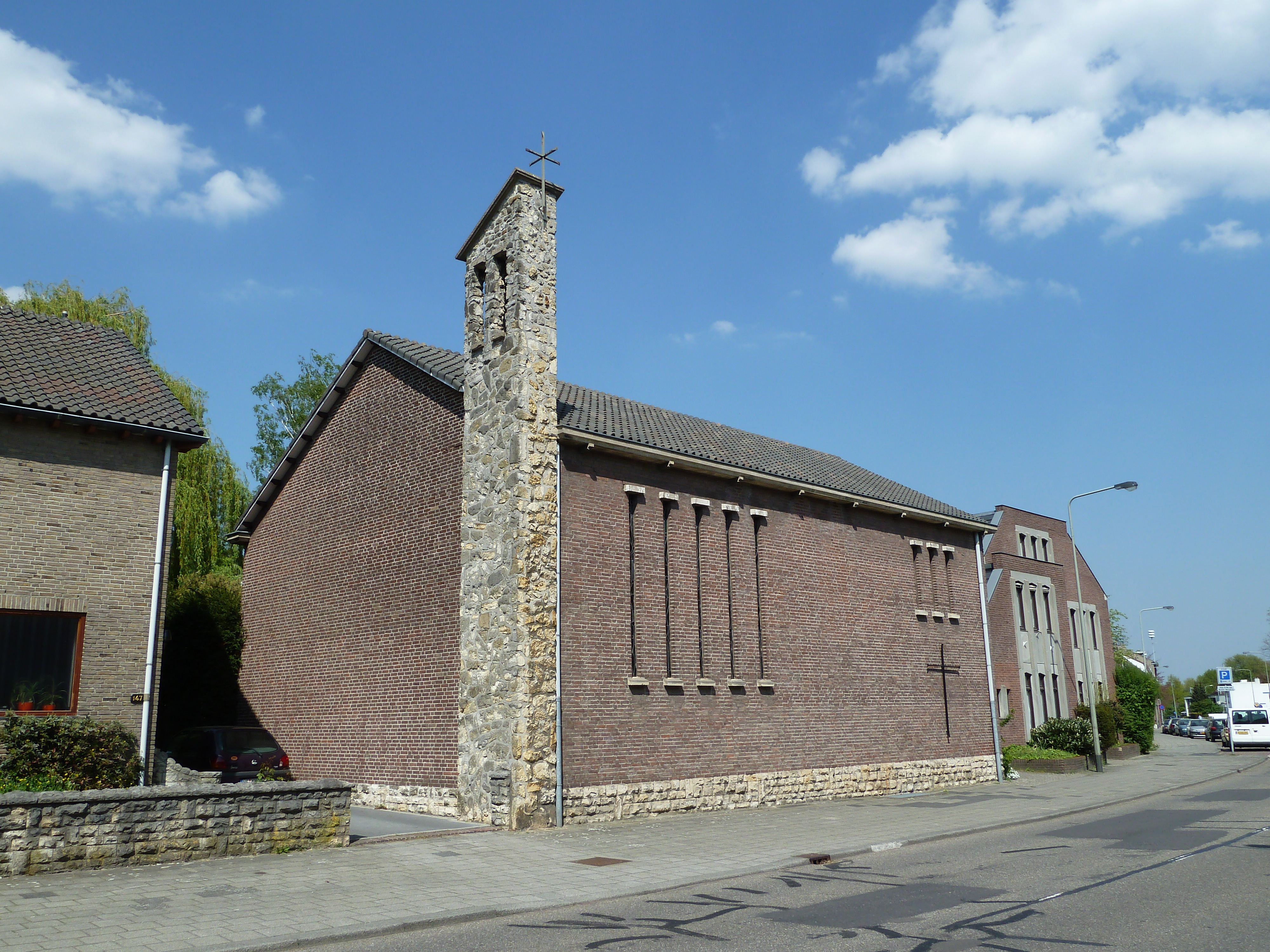
Kapel Sterre der Zee aan de Dorpstraat
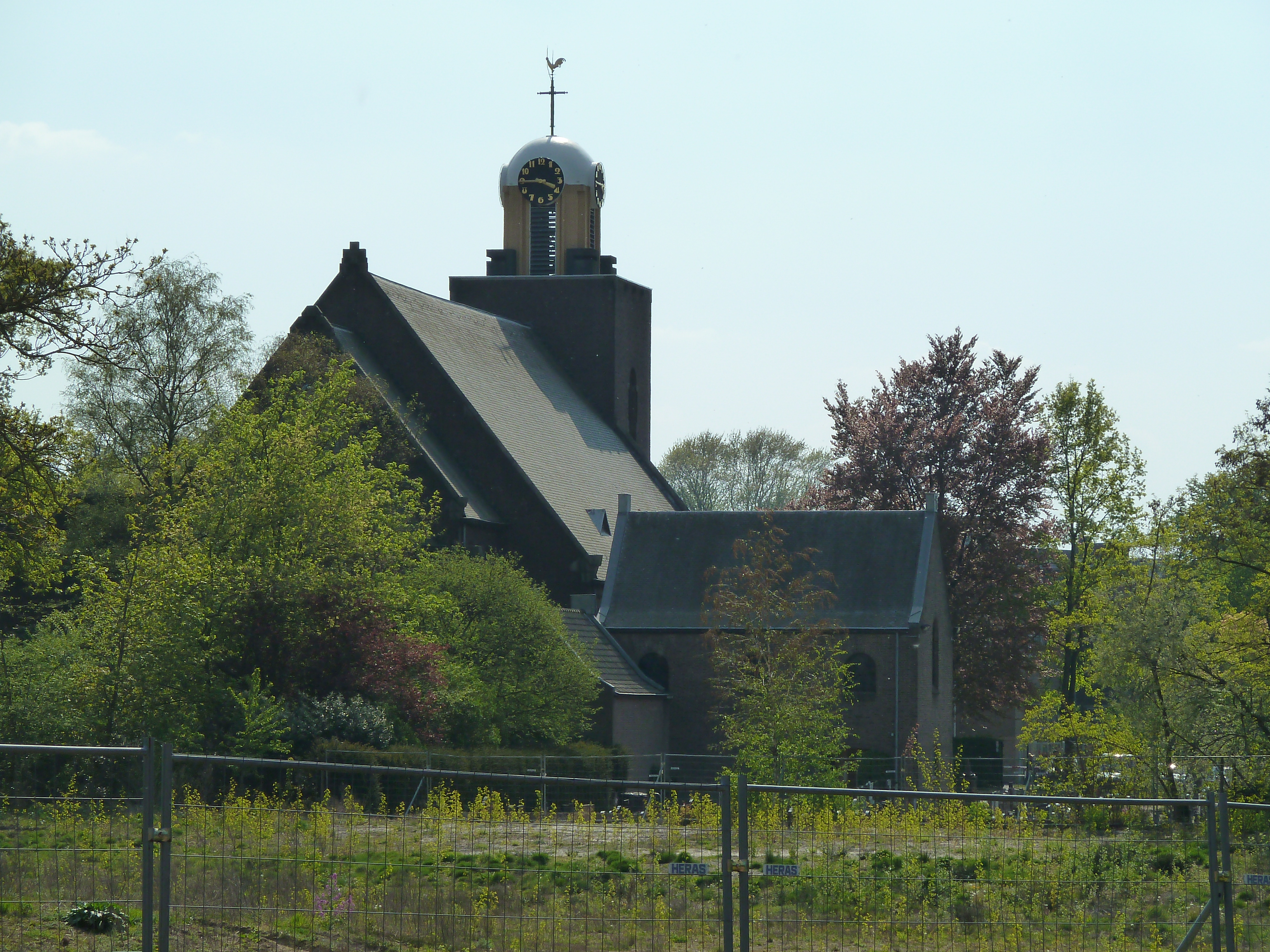
Sint-Vincentius a Paolokerk
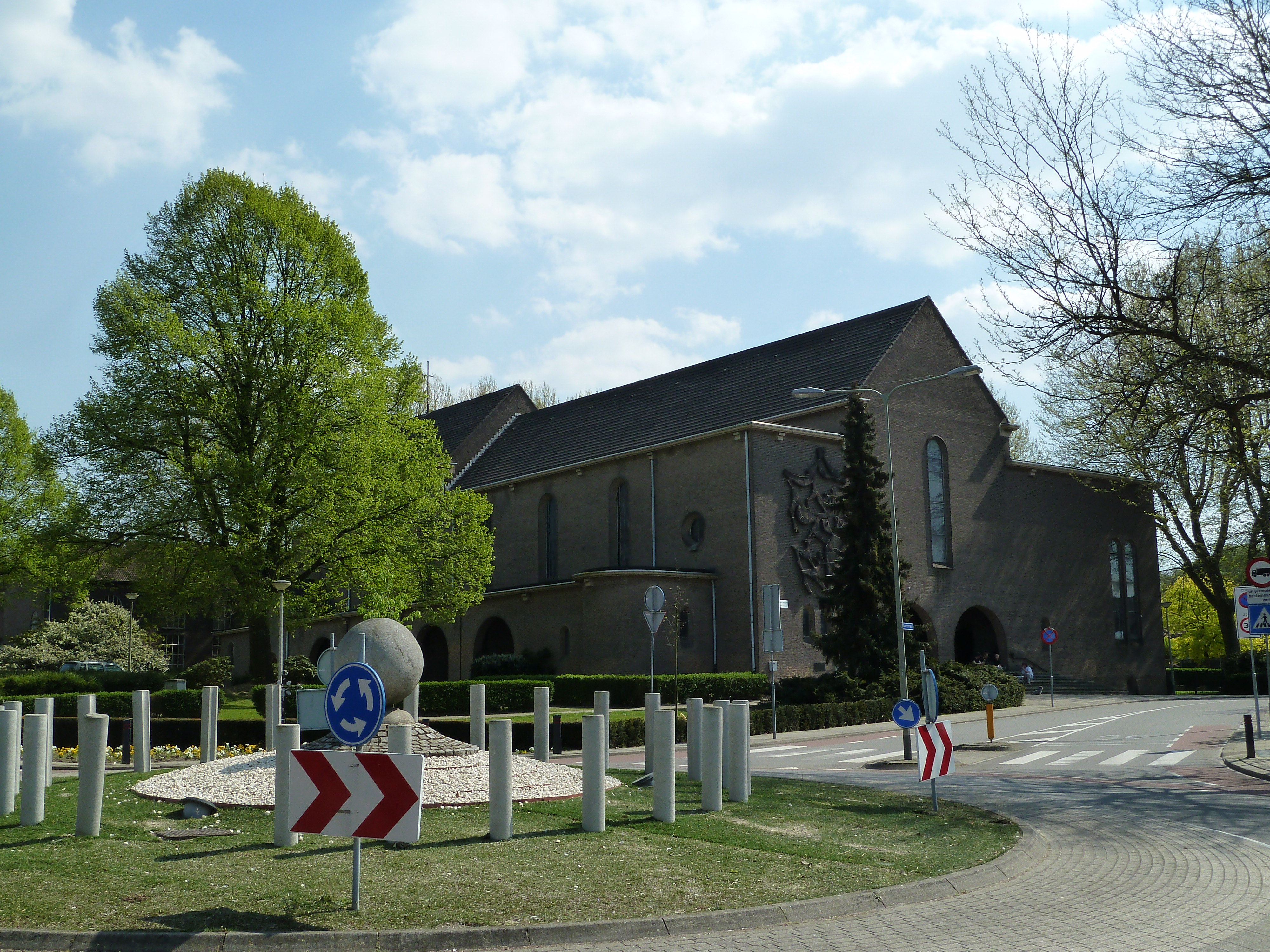
Heilige-Familiekerk

## Taalsituatie
De meest gesproken taal in Brunssum is het Nederlands, gevolgd door het Engels en het Limburgs. Het Limburgs wordt hier minder gesproken dan in de meeste andere Limburgse gemeenten. Dit komt door de vestiging van inwoners van verschillende Nederlandse streken in Brunssum ten tijde van de mijnbouw. Het Engels wordt door ongeveer 3.000 inwoners gesproken; de meesten van hen zijn bij het JFC HQ van de NAVO in Brunssum gevestigde buitenlandse militairen. Brunssum kent sinds de Tweede Wereldoorlog een Poolse gemeenschap. Vrije Polen die in de naoorlogse periode niet terug konden keren naar Polen vonden hier veelal emplooi in de mijnen.

## Onderwijs
Brunssum heeft één middelbare school, het Romboutscollege. Brunssum heeft geen instelling voor hoger onderwijs. De dichtstbijzijnde mbo- en hbo-scholen bevinden zich in Heerlen. De dichtstbijzijnde universiteit bevindt zich in Aken; de dichtstbijzijnde Nederlandse universiteit in Maastricht.
Een bijzondere school is de AFNorth International School. Zoals de naam al aangeeft is deze school bedoeld voor de kinderen van medewerkers van de Brunssumse NAVO-basis. De naam van de school is met de naamsverandering van AFNORTH naar JFC HQ in 2004 niet mee veranderd.

## Sport
In 1920 werd de voetbalvereniging Rhenania opgericht. Met ondersteuning van de Staatsmijn Hendrik ging de vereniging in 1927 op het veld naast de schacht van Staatsmijn Hendrik aan de Venweg spelen. Ook werd in 1927 de naam van de vereniging gewijzigd in SV Staatsmijn Hendrik en in 1936 nogmaals naar SV Limburgia.
Limburgia klom in de jaren veertig op tot de Nederlandse top. Uiteindelijk werd Limburgia in 1950 zelfs landskampioen na een ongemeen spannende nacompetitie waarin AFC Ajax (met Rinus Michels), sc Heerenveen (met Abe Lenstra), Enschedese Boys, Blauw Wit en Maurits (uit Geleen) achter zich werden gelaten. Limburgia werd daarmee de eerste Limburgse club die Nederlands kampioen werd. Negen van de elf spelers waren werkzaam in de Staatsmijnen, het merendeel ondergronds. Na de introductie van betaald voetbal in Nederland werd Limburgia een eerste divisieclub. Vanwege de mijnsluitingen en leegloop van de Rumpense bevolking zakte Limburgia in de jaren zeventig verder af. In 1971 werd de club teruggezet naar de amateurs. Een terugkeer in het betaalde voetbal werd later door de KNVB tegengehouden. Net als meer verenigingen in Limburg ging Limburgia, door het teruglopend ledental mede door de mijnsluitingen, uiteindelijk ter ziele. De club fuseerde in 1998 met RKBSV tot BSV Limburgia. De hele historie van de vereniging is te lezen op de website van de fusievereniging.
Jaarlijks begint op de eerste vrijdag in augustus het Brunssum Open damtoernooi. Dit is een 9-daags internationaal damtoernooi waarin senioren en jeugd in één grote groep dammen. Brunssum Open is in 1978 gestart als activiteit van damvereniging De Ridder. Omdat het toernooi te groot werd om door één vereniging georganiseerd te worden is de organisatie later overgenomen door een organisatiecomité. Brunssum Open is het oudste meerdaagse damtoernooi ter wereld dat een vrije inschrijving kent.
Elk jaar vindt de Parelloop plaats, een hardloopwedstrijd waaraan enkele honderden mensen uit verschillende landen deelnemen.

## Politiek

### Gemeenteraad
De gemeenteraad van Brunssum bestaat uit 21 zetels. Hieronder de behaalde zetels per partij bij de gemeenteraadsverkiezingen sinds 2006:
| Partij                         | 2006 | 2010 | 2014 | 2018 | 2022 |
| ------------------------------ | ---- | ---- | ---- | ---- | ---- |
| Progressief Akkoord Brunssum   | 3    | 3    | 3    | 4    | 5    |
| Lijst Borger                   | 3    | 2    | 2    | 2    | 5    |
| Burgerbelangen/Lijst Palmen    | 1    | 3    | 4    | 5    | 4    |
| VVD                            | 3    | 3    | 3    | 3    | 4    |
| PvdA                           | 6    | 3    | 3    | 2    | 2    |
| SP                             | -    | -    | 2    | 2    | 1    |
| Brunssumse Christen Democraten | 2    | 2    | 2    | 2    | -    |
| CDA                            | 2    | 2    | 2    | 1    | -    |
| Trots op Nederland             | -    | 1    | -    | -    | -    |
| Lijst Huisman-Peeters          | 1    | 1    | -    | -    | -    |
| D66                            | -    | 1    | -    | -    | -    |
| Totaal                         | 21   | 21   | 21   | 21   | 21   |

Per december 2011 ging de fractie Trots op Nederland op in de VVD-fractie, waardoor de VVD met 4 zetels de grootste raadsfractie in Brunssum werd.

### College van B&W
Het College van B&W werd gevormd door PvdA, VVD, BCD, CDA en Lijst Borger. Echter is Lijst Borger in juni 2017 uit het College van B&W gestapt. Vier van de vijf wethouders zijn afkomstig van deze coalitiepartijen. Burgemeester Luc Winants maakte op 4 december 2017 bekend dat hij aan de koning zijn ontslag aangeboden heeft als burgemeester van Brunssum per 1 januari 2018 i.v.m. politieke conflicten. Gerd Leers was per 1 januari 2018 benoemd tot waarnemend burgemeester. Sinds 11 maart 2020 is Wilma van der Rijt burgemeester van Brunssum.

### Stedenbanden
- Alsdorf (Duitsland)

## Monumenten
In de gemeente zijn rijksmonumenten, oorlogsmonumenten en kunstwerken te vinden, zie:
- Lijst van rijksmonumenten in Brunssum
- Lijst van oorlogsmonumenten in Brunssum
- Lijst van beelden in Brunssum

## Trivia
- In 1995 kreeg Brunssum landelijke bekendheid toen een Mariabeeld op miraculeuze wijze bloed zou zijn gaan huilen. Bij nader onderzoek bleek het te gaan om gesmolten lijm.